# عمر بن الخطاب
أَبُو حَفْصٍ عُمَرُ بْنُ الْخَطَّابِ الْعَدَوِيُّ الْقُرَشِيُّ، المُلقب بالفاروق، هو ثاني الخلفاء الراشدين ومن كبار أصحاب الرسول محمد، وأحد أشهر الأشخاص والقادة في التاريخ الإسلامي ومن أكثرهم تأثيرًا ونفوذًا. هو أحد العشرة المبشرين بالجنة، ومن علماء الصحابة وزهّادهم. تولّى الخلافة الإسلامية بعد وفاة أبي بكر الصديق في 23 أغسطس سنة 634م، الموافق للثاني والعشرين من جمادى الآخرة سنة 13 هـ. كان ابن الخطّاب قاضيًا خبيرًا وقد اشتهر بعدله وانصافه الناس من المظالم، سواء كانوا مسلمين أو غير مسلمين، وكان ذلك أحد أسباب تسميته بالفاروق، لتفريقه بين الحق والباطل.
هو واضع التقويم الهجري، وفي عهده بلغ الإسلام مبلغًا عظيمًا، وتوسع نطاق الدولة الإسلامية حتى شمل كامل العراق ومصر وليبيا والشام وفارس وخراسان وشرق الأناضول وجنوب أرمينية وسجستان، وهو الذي أدخل القدس تحت حكم المسلمين لأول مرة وهي ثالث أقدس المدن في الإسلام، وبهذا استوعبت الدولة الإسلامية كامل أراضي الإمبراطورية الفارسية الساسانية وحوالي ثلثيّ أراضي الامبراطورية البيزنطية. تجلّت عبقرية عمر بن الخطاب العسكرية في حملاته المنظمة المتعددة التي وجهها لإخضاع الفرس الذين فاقوا المسلمين قوة، فتمكن من فتح كامل إمبراطوريتهم خلال أقل من سنتين، كما تجلّت قدرته وحنكته السياسية والإدارية عبر حفاظه على تماسك ووحدة دولة كان حجمها يتنامى يومًا بعد يوم ويزداد عدد سكانها وتتنوع أعراقها.

## بداية حياته

### نسبه

اسم عُمر بن الخطّاب بالخط العربي الثلث العثماني كما يظهر في آيا صوفيا بمدينة إسطنبول بتركيا

- هو: عمر بن الخطاب بن نُفَيْل بن عبد العزى بن رياح بن عبد الله بن قرط بن رزاح بن عدي بن كعب بن لؤي[5] بن غالب[6] بن فهر بن مالك بن النضر وهو قريش بن كنانة بن خزيمة بن مدركة بن إلياس بن مضر بن نزار بن معد بن عدنان، العدوي القرشي.[7]

وهو ابن عمّ زيد بن عمرو بن نفيل الموحد على دين إبراهيم. وأخوه الصحابي زيد بن الخطاب والذي كان قد سبق عمر إلى الإسلام. ويجتمع نسبه مع الرسول محمد في كعب بن لؤي بن غالب.
- أمه: حنتمة بنت هاشم بن المغيرة بن عبد الله بن عمر بن مخزوم بن يقظة بن كلاب بن مرة بن كعب بن لؤي بن غالب بن فهر بن مالك بن النضر وهو قريش بن كنانة بن خزيمة بن مدركة بن إلياس بن مضر بن نزار بن معد بن عدنان.

وهي ابنة عمّ كلٍ من أم المؤمنين أم سلمة والصحابي خالد بن الوليد وعمرو بن هشام المعروف بلقب أبي جهل. ويجتمع نسبها مع النبي محمد في كلاب بن مرة.

### نشأته
ولد بعد عام الفيل، وبعد مولد الرسول محمد بثلاث عشرة سنة. وكان منزل عمر في الجاهلية في أصل الجبل الذي يقال له اليوم جبل عمر، وكان اسم الجبل في الجاهلية العاقر وبه منازل بني عدي بن كعب، نشأ في قريش وامتاز عن معظمهم بتعلم القراءة. وعمل راعيًا للإبل وهو صغير، وكان والده غليظًا في معاملته. وكان يرعى لوالده ولخالات له من بني مخزوم. وتعلم المصارعة وركوب الخيل والفروسية، والشعر. وكان يحضر أسواق العرب وسوق عكاظ وسوق مجنة وسوق ذي المجاز، فتعلم بها التجارة، التي ربح منها وأصبح من أغنياء مكة، رحل صيفًا إلى بلاد الشام وإلى اليمن في الشتاء، وكان عمر من أشراف قريش، وإليه كانت السفارة فهو سفير قريش، فإن وقعت حرب بين قريش وغيرهم بعثوه سفيراً، وإن نافرهم منافر أو فاخرهم مفاخر رضوا به، بعثوه منافرًا ومفاخرًا. نشأ عمر في البيئة العربية الجاهلية الوثنية على دين قومه، كغيره من أبناء قريش، وكان مغرمًا بالخمر والنساء.

## في عهد النبي محمد

### معاداته للمسلمين
يتفق المؤرخون وعلماء الشريعة على أن النبي محمدًا بُعث سنة 610م وهو في الأربعين من عمره، وكانت الدعوة الإسلامية في بداية عهدها دعوة سريّة، وبعد مضيّ ثلاث سنين من بعثته، أُمِرَ النبي بالجهر في دعوة الناس إلى الإسلام، فعاداه القرشيون لا سيما بعد أن بدأ يُحقّر من شأن آلهتهم؛ هُبل واللات والعزى ومن شأن الأصنام جميعها. وهبّ سادة قريش إلى الدفاع عن معتقداتهم، وأخذوا يعتدون على المسلمين ويؤذونهم. وكان عمر بن الخطاب من ألد أعداء الإسلام وأكثر أهل قريش أذى للمسلمين، وكان غليظ القلب تجاههم فقد كان يعذِّب جارية له علم بإسلامها من أول النهار حتى آخره، ثم يتركها نهاية الأمر ويقول: «والله ما تركتك إلا ملالةً»، ومن شدة قسوته جنّد نفسه يتبع محمدا أينما ذهب، فكلما دعا أحدًا إلى الإسلام أخافه عمر وجعله يفر من تلك الدعوة.
بعد أن أمر النبي محمد المسلمين في مكة بالهجرة إلى الحبشة جعل عمر يتخوف من تشتت أبناء قريش وانهيار أسس القبيلة العريقة عندهم، فقرر الحيلولة دون ذلك بقتل النبي مقابل أن يقدم نفسه لبني هاشم ليقتلوه فتكون قريش قد تخلصت مما يهددها به هذا الدين الجديد.

### إسلامه
كان عمر يخفي وراء تلك القسوة والشدة رقة نادرة. تحكي هذا زوجة عامر بن ربيعة حليف بني عدي، وذلك حينما رآها عمر وهي تعد نفسها للهجرة إلى الحبشة، فقال لها كلمة شعرت من خلالها برقة عذبة في داخله، وأحست بقلبها أنه من الممكن أن يسلم عمر، وذلك أنه قال لها: «صحبكم الله». لم تتوان زوجة عامر بن ربيعة في أن تخبر زوجها بما رأت من عمر، فرد عليها بقوله: «أطمعت في إسلامه؟» قالت: «نعم». ولأن الانطباعات الأولى ما زالت محفورة في نفسه، رد عليها زوجها بقوله: «فلا يسلم الذي رأيتِ حتى يسلم حمار الخطاب».
في هذه الفترة كان عمر بن الخطاب يعيش صراعًا نفسيًا حادًا، فقد حدثه قلبه بأن هؤلاء الناس قد يكونون على صواب، ورأى أن ثباتهم عجيب جدًّا فيما يتعرضون له، وهم يقرؤون كلامًا غريبًا لم تسمع قريش بمثله من قبل، هذا إضافةً إلى أن رئيسهم محمدًا ليس عليه من الشبهات شيء، فهو الصادق الأمين باعتراف أعدائه من القرشيين. وفي الوقت نفسه حدثه عقله بأنه سفير قريش، وقائد من قادتها، والإسلام سيضيّع كل هذا، فذلك الدين قسم مكة إلى نصفين، نصف يؤمن به ونصف يحاربه، فمنذ ست سنوات والقرشيون يعانون المتاعب والمشاكل بسببه، ويدخلون في مناظرات ومحاورات. وفي غمار هذا الصراع الداخلي ولأن من طبعه الحسم وعدم التردد، فقد قرر أن ينتهي من كل ما يؤرقه، وأراد أن يخلص نفسه ويخلص مكة كلها ممن أحدث فيها هذه البدع وتلك المشاكل، فقرر أن يقوم بما فكر فيه كثير من مشركي قريش قبل ذلك، لكنهم لم يفلحوا فيه، ألا وهو قتل محمد.
وكان قد دفعه إلى أخذ هذا القرار -أيضًا- ما حدث قبل يومين من إهانة شديدة لأبي جهل في مكة على يد عم النبي محمد حمزة بن عبد المطلب، والذي أصبح على الإسلام، وكان الدافع لذلك نابعاً من أن أبا جهل كان خال عمر بن الخطاب، فرأى عمر أنه قد أصيب في كرامته تمامًا كما أصيب أبو جهل، ورد الاعتبار في حالة كهذه عند العرب يكون عادة بالسيف. فسن سيفه وخرج من داره قاصدًا النبي محمدًا، وفي الطريق لقيه نُعَيم بن عبد الله العدوي القرشي وكان من المسلمين الذين أخفوا إسلامهم، فقال له: «أين تريد يا عمر؟»، فرد عليه قائلا: «أريد محمدا هذا الصابي الذي فرق أمر قريش، وسفه أحلامها، وعاب دينها، وسب آلهتها فأقتله.»، فلمّا عرف أنه يتجه لقتل النبي قال له: «والله لقد غرتك نفسك يا عمر، أترى بني عبد مناف تاركيك تمشي على الأرض وقد قتلت محمدا ؟ أفلا ترجع إلى أهل بيتك فتقيم أمرهم؟ فإن ابن عمك سعيد بن زيد بن عمرو، وأختك فاطمة بنت الخطاب قد والله أسلما وتابعا محمدًا على دينه؛ فعليك بهما.» فانطلق مسرعًا غاضبًا إليهما، فوجد الصحابي خباب بن الأرت يجلس معهما يعلمهما القرآن، فضرب سعيدًا، ثم ضرب فاطمة ضربة قوية شقت وجهها، فسقطت منها صحيفة كانت تحملها، وحين أراد عمر قراءة ما فيها أبت أخته أن يحملها إلا أن يتوضأ، فتوضأ عمر وقرأ الصحيفة وإذ فيها: ﴿طه ۝١ مَا أَنْزَلْنَا عَلَيْكَ الْقُرْآنَ لِتَشْقَى ۝٢ إِلَّا تَذْكِرَةً لِمَنْ يَخْشَى ۝٣ تَنْزِيلًا مِمَّنْ خَلَقَ الْأَرْضَ وَالسَّمَاوَاتِ الْعُلَا ۝٤ الرَّحْمَنُ عَلَى الْعَرْشِ اسْتَوَى ۝٥ لَهُ مَا فِي السَّمَاوَاتِ وَمَا فِي الْأَرْضِ وَمَا بَيْنَهُمَا وَمَا تَحْتَ الثَّرَى ۝٦﴾ [طه:1–6]، فاهتز عمر وقال: «ما هذا بكلام البشر» وأسلم من ساعته، في ذلك اليوم من شهر ذي الحجة من السنة الخامسة من البعثة، وذلك بعد إسلام حمزة بن عبد المطلب بثلاثة أيام، وقد كان يبلغ من العمر ما يقارب الثلاثين سنة، أو بضعًا وعشرين سنة، على اختلاف الروايات. خرج عمر بعد ذلك إلى دار الأرقم بن أبي الأرقم حيث كان يجتمع النبي محمد بأصحابه وأعلن إسلامه هناك. وفق المصادر الإسلامية فقد استجاب الله لدعوة النبي محمد، إذ قال: «اللهم أعز الإسلام بأحد العمرين، عمر بن الخطاب أو عمرو بن هشام. قال: "وكان أحبهما إليه عمر".» وكان قد سبق عمر إلى الإسلام تسعة وثلاثون صحابيًا فكان هو متممًا للأربعين، فعن ابن عباس أنه قال: «أسلم مع رسول الله ﷺ تسعة وثلاثون رجلاً، ثم إن عمر أسلم، فصاروا أربعين، فنزل جبريل  بقوله : ﴿يَا أَيُّهَا النَّبِيُّ حَسْبُكَ اللَّهُ وَمَنِ اتَّبَعَكَ مِنَ الْمُؤْمِنِينَ﴾.»
وفي رواية أخرى أن عمر أسلم بعد هجرة المسلمين إلى الحبشة -في السنة الخامسة للبعثة– أي أنه أسلم في السنة السادسة للبعثة. كما روي أن عمر قد أسلم قبل الهجرة إلى المدينة المنورة بقليل في السنة الثالثة عشرة من البعثة. حيث ذكر بعض المؤرخين أن عمر أسلم بعد 40 أو 45 رجلاً، بينما كان كل المهاجرين من المسلمين الذين آخا النبي بينهم وبين الأنصار في المدينة المنورة لا يتجاوزون هذا العدد إلا بقليل، وعليه تُرجّح بعض الروايات أن عمر كان من أواخر من أسلموا من المهاجرين حيث ذكر بعض المؤرخين أن عمر دنا من محمد في مكة وهو يصلي ويجهر بالقراءة فسمعه يقرأ في صلاته الجهرية بالمسجد الحرام آيتين من سورة العنكبوت: ﴿وَمَا كُنْتَ تَتْلُو مِنْ قَبْلِهِ مِنْ كِتَابٍ وَلَا تَخُطُّهُ بِيَمِينِكَ إِذًا لَارْتَابَ الْمُبْطِلُونَ ۝٤٨ بَلْ هُوَ آيَاتٌ بَيِّنَاتٌ فِي صُدُورِ الَّذِينَ أُوتُوا الْعِلْمَ وَمَا يَجْحَدُ بِآيَاتِنَا إِلَّا الظَّالِمُونَ ۝٤٩﴾ [العنكبوت:48–49]، فتأثر عمر وأسلم. وقد كانت سورة العنكبوت آخر سورة نزلت في مكة قبل الهجرة إلى يثرب.
كان المسلمون قبل إسلام عمر وحمزة يخفون إيمانهم خوفًا من تعرضهم للأذى، لقلة حيلتهم وعدم وجود من يدافع عنهم، أما بعد إسلامهما فأصبح للمسلمين من يدافع عنهم ويحميهم، لا سيما أنهما كانا من أشد الرجال في قريش وأمنعهم، وكان عمر يجاهر بالإسلام ولا يخشى أحدًا، فلم يرضَ مثلًا عن أداء المسلمين للصلاة في شعاب مكة بعيدين عن أذى قريش، بل فضل مواجهة القوم بكل عزم، فقام وقال للنبي: «يا رسول الله ألسنا على الحق؟»، فأجابه: «نعم»، قال عمر: «أليسوا على الباطل؟»، فأجابه: «نعم»، فقال عمر بن الخطاب: «ففيمَ الخفية؟»، قال النبي: «فما ترى يا عمر؟»، قال عمر: «نخرج فنطوف بالكعبة»، فقال له النبي: «نعم يا عمر»، فخرج المسلمون لأول مرة يكبرون ويهللون في صفين، صف على رأسه عمر بن الخطاب وصف على رأسه حمزة بن عبد المطلب وبينهما النبي محمد، حتى دخلوا وصلّوا عند الكعبة. ومن بعيدٍ نظرت قريش إلى عمر وإلى حمزة وهما يتقدمان المسلمين، فَعَلتْ وجوهَهُم كآبة شديدة، يقول عمر: «فسماني رسول الله ﷺ الفاروق يومئذٍ».
كان إسلام عمر حدثًا بارزًا في التاريخ الإسلامي، فقد قوّى وجوده في صف المسلمين شوكتهم، وأصبح لهم من يُدافع عنهم ويحميهم من أذى من بقي على الوثنية، ويُلاحظ فرحة المسلمين بإسلام عمر في عدّة أقوال منسوبة إلى عدد من الصحابة، منها ما قاله صهيب الرومي: «لما أسلم عمر ظهر الإسلام، ودُعي إليه علانية، وجلسنا حول البيت حلقًا، وطفنا بالبيت، وانتصفنا ممن غلظ علينا، ورددنا عليه بعض ما يأتى به»، وما قاله عبد الله بن مسعود: «ما كنا نقدر أن نصلّي عند الكعبة حتى أسلم عمر»، و:«ما زلنا أعِزَّة منذ أسلم عمر».

### هجرته إلى المدينة وحياته فيها
أمر النبي محمد أتباعه بالهجرة إلى مدينة يثرب حوالي سنة 622م بعد أن أتاه وفد من أهلها وعاهدوه على الأمان ودعوه إلى أن يأتيهم ويسكن مدينتهم بعد أن آمن بدعوته أغلب أبنائها. فهاجر معظم المسلمين إلى يثرب سرًا خوفًا من أن يعتدي عليهم أحد من قريش، إلا عمر وفق أشهر الروايات عند أهل السنة والجماعة، حيث تنص أن عمر لبس سيفه ووضع قوسه على كتفه وحمل أسهمًا وعصاه القوية، وذهب إلى الكعبة حيث طاف سبع مرات، ثم توجه إلى مقام إبراهيم فصلى، ثم قال لحلقات المشركين المجتمعة: «شاهت الوجوه، لا يُرغم الله إلا هذه المعاطس، من أراد أن تثكله أمه وييتم ولده أو يُرمل زوجته فليلقني وراء هذا الوادي». فلم يتبعه أحد منهم إلا قوم مستضعفون أرشدهم وعلمهم ومضى.
وصل عمر يثرب التي سُميت المدينة المنورة ومعه ما يقارب العشرين شخصًا من أهله وقومه، منهم أخوه زيد بن الخطاب، وعمرو وعبد الله ولدا سراقة بن المعتمر، وخنيس بن حذافة السهمي القرشي زوج ابنته حفصة، وابن عمه سعيد بن زيد أحد المبشرين بالجنة. ونزلوا عند وصولهم في قباء عند رفاعة بن عبد المنذر الأوسي. وكان قد سبقه مصعب بن عمير وابن أم مكتوم وبلال بن رباح وسعد وعمار بن ياسر.

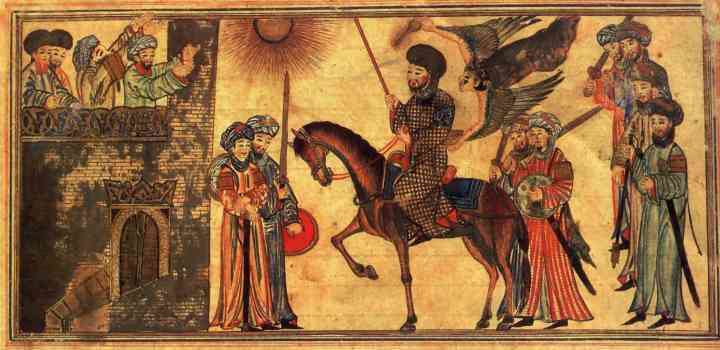
رسم من القرن الرابع عشر يُظهر استسلام بني النضير إلى المسلمين. كانت غزوة بني النضير إحدى أبرز الغزوات التي شارك فيها عمر بن الخطاب.

وفي المدينة المنورة آخى النبي محمد بينه وبين أبي بكر، وقيل عويم بن ساعدة الأوسي، وقيل عتبان بن مالك الخزرجي، وقيل معاذ بن عفراء الخزرجي، وقال بعض العلماء أنه لا تناقض في ذلك لاحتمال أن يكون الرسول قد آخى بينه وبينهم في أوقات متعددة. بقي المسلمون في المدينة بأمان طيلة سنة تقريبًا، إذ ما لبثت قريش أن حشدت جيشًا لقتالهم، ووقعت بينها وبين المسلمين عدّة معارك، وقد شهد عمر بن الخطاب كل الغزوات مع الرسول محمد وفقًا لابن الجوزي، ففي غزوة بدر كان عمر ثاني من تكلم ردًا على الرسول محمد عندما استشارهم قبل غزوة بدر بعد أبي بكر، فأحسن الكلام ودعا إلى قتال المشركين. وقد قتل عمر خاله العاص بن هشام في تلك الغزوة.
وفي غزوة أحد رد عمر على نداء أبي سفيان حين سأل عمن قتل، وكان عمر من الأشخاص الذين اعتقدوا أن محمدًا قد قتل في تلك المعركة، ولمّا عرف أنه ما زال على قيد الحياة وقد احتمى بالجبل، أسرع إليه ووقف يدافع عن المسلمين ضد من يحاول الوصول إليهم من القرشيين.
في شهر ربيع الأول سنة 4 هـ، شارك عمر في غزوة بني النضير بعد أن همّ يهود بني النضير بالغدر وقتل النبي محمد، فنقضوا بذلك الصحيفة، فأمهلهم النبي محمد 10 أيام ليغادروا المدينة، فرفضوا وتحصنوا بحصن لهم، فحاصرهم النبي 15 يومًا، وقيل 6 ليال، ثم أجلاهم عن المدينة فحملوا النساء والصبيان وتحملوا على 600 بعير، فلحقوا بخيبر، وغنم المسلمون من أموالهم وما تركوه وراءهم.
في عام 625 تزوجت حفصة بنت عمر بالرسول محمد،  وبعد ذلك بعامين تقريبًا، شارك عمر في غزوة الخندق كما قاتل في غزوة بني قريظة، وشارك في صلح الحديبية سنة 628 بصفته شاهدًا، ويحكي عمر بن الخطاب مجيئه إلى النبي محمد غاضبًا عند كتابة ذلك الصلح حيث تضمن شروطاً مجحفة بحق المسلمين، فقال: «فأتيت نبي الله، فقلت: "ألست نبي الله حقاً؟"، قال: "بلى". قلت: "ألسنا على الحق وعدونا على الباطل؟" قال: "بلى"، قلت: "فلم نعطي الدنية في ديننا إذاً؟"، قال: "إني رسول الله ولست أعصيه وهو ناصري". قلت: "أوليس كنت تحدثنا أنا سنأتي البيت فنطوف به؟" قال: "بلى. أفأخبرتك أنك تأتيه العام؟" قلت : "لا". قال: "فإنك آتيه ومطوف به"». وأتى عمر أبا بكر وقال له مثل ما قال لمحمد، فقال له أبو بكر: «إنه لرسول الله صلى الله عليه وسلم وليس يعصي ربه وهو ناصره، فاستمسك بغرزه، فوالله إنه على الحق»، وقال عمر: «ما زلت أصوم وأتصدق وأعتق من الذي صنعت مخافة كلامي الذي تكلمت به يومئذ حتى رجوت أن يكون خيرًا»، ولم تطب نفس عمر إلا عندما نزل القرآن مبشراً بفتح مكة. وفي نفس السنة شارك عمر في غزوة خيبر، ثم انضم هو وأبو بكر يصحبهم مائتا صحابي تحت قيادة أبي عبيدة بن الجراح، إلى الصحابي عمرو بن العاص الذي كان يُقاتل القبائل العربيّة الموالية للروم في شمال شبه الجزيرة العربية، وذلك بعد أن طلب المدد من الرسول، فأنزلوا هزيمة قاسية بالأعداء.
عاد عمر إلى مكة مع باقي المسلمين بعد 8 سنوات من الهجرة، فدخلوها فاتحين سنة 630، وخلال العام نفسه شارك في غزوة حنين وحصار الطائف وغزوة تبوك، ويُقال أنه منح نصف ثروته لتسليح الجيش وإعداد العدّة لتلك الغزوة الأخيرة. وفي عام 631 أدى عمر الحج مع النبي محمد، في حجة الوداع.

### وفاة النبي محمد
توفي النبي محمد يوم 7 يونيو سنة 632م، الموافق ليوم 12 ربيع الأول سنة 11 هـ. ولمّا شاع خبر انتقال الرسول إلى الرفيق الأعلى، اضطرب المسلمون اضطرابًا شديدًا، وذهل بعضهم فلم يصدق الخبر وكان عمر منهم، فقام يقول: "والله ما مات رسول الله ﷺ"، فقد كان يعتقد بعدم موته تمام الاعتقاد، حتى إنه قال في رواية أخرى: «والله ما كان يقع في نفسي إلا ذاك»، أي لا أعتقد إلا أنه لم يمت فعلاً، ثم قال عمر: «وليبعثنه الله فليقطعن أيدي رجال وأرجلهم يزعمون أنه مات». وفي رواية ثانية يقول: «إن رجالاً من المنافقين يزعمون أن رسول الله تُوُفِّي، إن رسول الله ما مات، لكن ذهب إلى ربه كما ذهب موسى بن عمران، فغاب عن قومه أربعين ليلة، ثم رجع إليهم بعد أن قيل قد مات». ظل المسلمون على هذه الحالة يتمنون صدق كلام عمر، حتى جاء أبو بكر من السنح على دابته ونزل بباب المسجد ودخل بيت عائشة، وكشف عن جثمان النبي محمد وجثى عليه يُقبله ويبكي، ثم خرج إلى المسجد حتى أتى المنبر فوجد عمر يقول ما يقول، ويقسم على أن النبي لم يمت، فقال: «أيها الحالف على رِسْلِك»، وفي رواية أخرى قال له: «اجلس يا عمر». فجلس عمر وجلس الناس، فتشهد أبو بكر وحمد الله وأثنى عليه ثم قرأ آية من آيات سورة آل عمران: ﴿وَمَا مُحَمَّدٌ إِلاَّ رَسُولٌ قَدْ خَلَتْ مِنْ قَبْلِهِ الرُّسُلُ أَفَإِنْ مَاتَ أَوْ قُتِلَ انْقَلَبْتُمْ عَلَى أَعْقَابِكُمْ وَمَنْ يَنْقَلِبْ عَلَى عَقِبَيْهِ فَلَنْ يَضُرَّ اللهَ شَيْئًا وَسَيَجْزِي اللهُ الشَّاكِرِينَ﴾. وعندما تلا أبو بكر الصديق هذه الآية سمعها عمر والمسلمون كانهم لم يسمعوها من قبل، ثم تابع يقول: «ألا من كان يعبد محمدًا فإن محمدًا قد مات، ومن كان يعبد الله فإن الله حي لا يموت». وفي رواية أهل السنّة، فإن عمر لما سمع كلام أبي بكر وأيقن حق اليقين أن الرسول قد مات، هوى على ركبتيه يبكي، وفي هذه النقطة قال عمر: «والله ما هو إلا أن سمعت أبا بكر تلاها، فعُقِرْت حتى ما تقلني رجلاي، وحتى أهويت إلى الأرض حين سمعته تلاها، علمت أن النبي قد مات».

## في عهد أبي بكر الصديق
كان عمر بن الخطاب المساعد الأول لأبي بكر الصدِّيق وساعده الأيمن ومستشاره الأساسي طوال خلافته، وكان مستشاره العسكري الأبرز الذي ساعده في حروبه، لا سيّما حروب الردة. وقد قال أبو بكر الصديق مرة: «ما على ظهر الأرض رجل أحبّ إليَّ من عمر».
وقد كان أبو بكر يستشير عمر في تعيين القادة العسكريين وعزلهم. فقد ولَّى أبو بكر مثلاً خلال فتح الشام الصحابيَّ سعيد بن العاص الأموي على الجيش الفاتح، غير أنه عزله بعدها قبل أن يبدأ السير، نظراً لاعتراض عمر الشديد عليه. كما كان عمر عوناً كبيراً له في وضع خططه العسكرية والاستراتيجية.
وعندما اجتمعَ الأنصار في سقيفة بني ساعدة بعد وفاة الرسول ليبايعوا سعد بن عبادة خليفة من بعده، سمع عمر بن الخطاب بذلك، فذهبَ على الفور إلى أبي بكر الصديق وهو في منزل الرَّسول، وبلغه الخبر، وانضمَّ إليهما أبو عبيدة بن الجراح فساروا معاً إلى السقيفة. وقال أبو بكر عندما دخل: «ما هذا؟»، فأجابوه «منّا أمير ومنكم أمير»، فقال: «منّا الأمراء ومنكم الوزراء». ثم عرض عليهم أحد مرافقيه ليُصبَح الخليفة فقال: «لقد رضيتُ لكم أحد هذين الرجلين - عُمَر وأبي عبيدة أمين هذه الأمة-». غير أن أحد الأنصار قال بصوتٍ عال: «أنا جُذَيلها المحنك وعُذَيْقُها المرجَّب، منّا أمير ومنكم أمير»، فتعالت الأصوات واللغط، واختلف الناس فيمن سيكون الخليفة، حتى قام عمر وقال: "أيّكم يطيب نفساً أن يخلُف قَدَمَين قدّمهما النبي ﷺ؟"، ثمَّ قال لأبي بكر «ابسط يدك لأبايعك»، فبايعه عمر بن الخطاب، وتبعه الناس فبايعوه.
لم يكن الجميع راضين عن القرار، إذ لم يرضَ بعضهم بمبايعة غير علي بن أبي طالب، فقال الزبير: «لا أغمد سيفاً حتى يُبايَع علي»، فقال عمر: «خذوا سيفه واضربوا به الحجر». وقد تمكَّن عمر من دفع الكثير من الأنصار إلى مبايعة أبي بكر. وقد خطبَ الجمعة بأهل المدينة مرة فقال: «إنه بلغني أن قائلاً منكم يقول: لو مات أمير المؤمنين بايعتُ فلانًا، فلا يغرَّنَّ امرأً أن يقول: إن بيعة أبي بكر كانت فتنة، فقد كان كذلك ولكنّ الله وقى شرَّها، وليس منكم من تُقطَع إليه الأعناق مثل أبي بكر، وإنه كان خيرنا حين توفيَّ رسول الله». وقد كان لعمر بن الخطاب دورٌ كبير في معونة أبي بكر ببداية خلافته في تنظيم أمور الدولة، وأخذ البيعة، وتثبيت الحكم.
كان من أولى وأكبر التحديَّات التي واجهت أبا بكر في خلافته حروب الردة، التي بدأت بامتناع بعض قبائل العرب عن أداء الزكاة إلى الخليفة الجديد، وكانت البداية بقبائل قليلة مثل عبس وذبيان وغطفان، غير أن العدد ازداد لاحقًا، فانتشرت حركة الردة في أنحاء شبه الجزيرة العربية. كما كثر مدَّعو النبوة، فكان منهم مالك ووكيع وسجاح، أما أقواهم وأكثرهم نفوذًا فكان مسيلمة الكذاب. وقد انقسم الصحابة في الرأي حول كيفيَّة التعامل مع الوضع، فأشار عمر بن الخطاب -وطائفة كبيرة من الصحابة- على أبي بكر بعدم دخول الحرب معهم، والتنازل عن امتناعهم عن الزكاة، خصوصاً مع عدم وجود قوة عسكرية تحمي المدينة من الهجمات. غير أن أبا بكر أصرَّ على موقفه بشدة، وقال: «والله لو منعوني عقالاً (الحبل الذي يجرُّ به البعير) لجاهدتهم عليه».
انتهت حروب الردة بمعركة اليمامة، التي قتل فيها الكثير من الصحَّابة، من بينهم مئات من حفظة القرآن، وقد اختلفَ المؤرخون حول عددهم، فقال بعضهم أنه قتلَ 500 من حفظة القرآن في المعركة، وقال آخرون 700. وقد فزعَ عمر بن الخطاب عندما سمعَ بهذه الأعداد، وخشيَ أن يُقتَل المزيد منهم في المعارك والحروب، فيضيع شيء من القرآن. فأخبر أبا بكرٍ بمخاوفه، إذ جاءه وقال له: «إنّ القتل استمرّ بقُرّاء القرآن، وإنّي أخشى أن يستمرّ القتل بالقُرّاء في المواطن، فيذهب كثيرٌ من القرآن، وإنّي أرى أن تأمر بجمع القرآن»، غير أن أبا بكر تخوَّف من الأمر وقال: "كيف تفعل شيئاً لم يفعله رسول الله ﷺ؟". فردّ عمر قائلًا: «أرى والله أنه خير»، وظلّ يصرّ ويحاور أبا بكر حتى اقتنع، فاستدعى زيد بن ثابت الأنصاريّ وأمره بتولّي المهمَّة. وقد قال أبو بكر لزيد: «إنّك شابّ عاقل، لا نتّهمك، وقد كنتَ تكتب الوحي لرسول الله، فتتبَّع القرآن فاجمعه»، غير أن زيداً تخوَّف من المهمة، وقال في وصف الحادثة: «فو الله لو كلّفوني نقل جبلٍ من الجبال ما كان أثقل عليَّ ممّا أمرني به من جمع القرآن - قلت: كيف تفعلان شيئاً لم يفعله رسول الله؟»، فكرَّر أبو بكر: «هو والله خير»، ولم يزل فيه حتى اقتنعَ هو الآخر، فذهبَ وجمع القرآن في مصحف واحد. وقد بقيَ المصحف عند عمر بعد وفاة أبي بكر، ثم انتقلَ إلى ابنته حفصة.
وكان من بين من قتلوا في معركة اليمامة أخوه زيد بن الخطاب، وعندما جاءه ابنه عبد الله بعد المعركة - وكان يقاتل فيها مع زيد - قال له عمر زاجراً إياه: «ألا هلكتَ قبل زيد؟ هلك زيد وأنت حيّ! ألا واريتَ وجهك عني؟»، فأجابه: «سألَ اللهَ الشهادة فأعطُيهَا، وجَهِدتُ أن تُسَاق إليَّ فلم أعطها».
وبعد أن أصبح أبو بكر خليفة، قال مرَّة لعمر وأبي عبيدة بن الجراح: «إنه لابدَّ لي من أعوان»، فقال عمر: «أنا أكفيك القضاء»، والثاني قال: «أنا أكفيك بيت المال». وظلَّ عمر في سدة القضاء بالمدينة مدة سنة كاملة، لم يختصم إليه أحد خلالها، حتى جاء في يوم إلى أبي بكر طالباً منه إعفاءه من القضاء، فسأله أبو بكر مستغرباً: «أمن مشقة القضاء تطلب الإعفاء يا عمر؟»، فأجابه عمر:

## مبايعته بالخلافة

تخطيط لاسم عمر بن الخطاب.

عندما اشتدَّ على أبي بكر مرض موته، جمع كبار الصحابة وقال لهم: «إنَّه قد نزل بي ما قد ترون، ولا أظنني إلا ميِّتًا، وقد أطلق الله أيمانكم من بيعتي، وحلّ َعنكم عقدي، وردَّ عليكم أمركم، فأمِّروا عليكم من أحببتم، فإنكم إن أمَّرتم في حياة مني كان أجدر ألا تختلفوا بعدي». فأخذ الصحابة الذين جمعهم يتعفَّفون، فيرى كل منهم في الآخر قدرة أكبر على تولي مسؤولية الخلافة، فعادوا إلى أبي بكر وقالوا له طالبين مساعدته باختيار الخليفة: «أرنا يا خليفة رسول الله رأيك»، قال: «فأمهلوني حتى أنظر لله ولدينه ولعباده».
وبعد فترة من التفكير استدعى أبو بكر الصحابي عبد الرحمن بن عوف وقال له: «أخبرني عن عمر؟»، فأجابه: «إنه أفضل من رأيك إلا أنّ فيه غلظة»، فقال أبو بكر: «ذلك لأنه يراني رفيقًا، ولو أفضي الأمر إليه لتركَ كثيرًا ممَّا هو عليه، وقد رمَّقتُهُ فكنتُ إذا غضبتُ على رجل أراني الرضا عنه، وإذا لنتُ له أراني الشدّة عليه». ثم دعا عثمان بن عفّان، وقاله له كذاك: «أخبرني عن عمر»، فقال: «سريرته خير من علانيّته، وليس فينا مثله»، فقال أبو بكر للإثنين: «لا تذكرا ممَّا قلتُ لكما شيئاً، ولو تركته ما عدوتُ عثمان، والخيرة له أن لا يلي من أموركم شيئًا، ولوددتُ أنّي كنتُ من أموركم خلواً وكنتُ فيمن مضى من سلفكم».
ثم جاء طلحة بن عبيد الله إلى أبي بكر وقال له غاضبًا: «استخلفتَ على النّاس عمر وقد رأيتَ ما يلقى الناس منه وأنتَ معه، وكيف به إذا خلا بهم وأنت لاقٍ ربّك فسائلك عن رعيّتك!»، فقال أبو بكر: «أجلسوني» فأجلسوه، ثم أجابه: «أبالله تخوّفني! إذا لقيتُ ربي فسألني قلتُ: استخلفت على أهلك خير أهلك».
وبعد ذلك استدعى أبو بكر عثمان بن عفان مجددًا، فقال له: "اكتب: ، هذا ما عهِدَ أبو بكر بن أبي قحافة إلى المسلمين، أمّا بعد..." لكن أغميَ عليه في تلك اللحظة قبل أن يكمل كلامه، فكتب عثمان: «أمَّا بعد فإني قد استخلفتُ عليكم عمر بن الخطّاب ولم آلكم خيراً». وعندما استيقظ أبو بكر من إغماءته قال لعثمان: «اقرأ عليّ»، فقرأ عثمان، وعندما انتهى كبَّر أبو بكر وقال: «أراك خِفتَ أن يختلف الناس إن مُتُّ في غشيتي؟»، قال: «نعم»، فقال: «جزاك الله خيرًا عن الإسلام وأهله».
وبعد أن كتبَ العهد أمر أبو بكر أن يُقرَأ على الناس، فجمعهم وأرسله مع أحد مواليه إلى عمر بن الخطاب، فقال عمر للناس: «أنصتوا واسمعوا لخليفة رسول الله، صلى الله عليه وسلم، فإنّه لم يألكم نصحًا»، فهدأ الناس وتوقَّفوا عن الكلام، ولم يعترضوا بعد سماع العهد. ثم جاءهم أبو بكر وقال: «أترضون بما استخلفتُ عليكم؟ فإني ما استخلفتُ عليكم ذا قرابة، وإنّي قد استخلفتُ عليكم عمرَ فاسمعوا له وأطيعوا، فإني والله ما آلوت من جهد الرأي»، فردَّ الناس: «سمعنا وأطعنا». ثم أحضر أبو بكر عمر وقال له: «إنّي قد استخلفتك على أصحاب رسول الله، صلى الله عليه وسلم»، ثم أوصاه بتقوى الله، وخطبَ فيه خطبة قدَّمَ له فيها الكثير من الوصايا والنصائح.
توفّي أبو بكر بعد ذلك بأيام، وعندما دفن وقف عمر وخطب في الناس قائلًا: «إنَّما مَثَل العرب مثل جمل آنف اتَّبعَ قائده فلينظر حيث يقوده، وأمَّا أنا فوربِّ الكعبة لأحملنَّكم على الطريق!».

### فتح الشام
بدأ الفتح الإسلامي للشام في عهد الخليفة أبي بكر الصديق، الذي قرَّر مقاتلة الروم بعد أن هاجموا جيش خالد بن سعيد بن العاص المُعسكر في أرض تيماء، فوزَّع المسلمين على أربعة جيوش مختلفة، ووجَّه كلاً منها إلى جزء مختلف من بلاد الشام، قوام كلٍّ منها حوالي 8,000 مقاتل. فكان الجيش الأول بقيادة شرحبيل بن حسنة ووجهته وادي الأردن في جنوبيّ الشام، والجيش الثاني بقيادة يزيد بن أبي سفيان ووجهته دمشق، والجيش الثالث بقيادة أبي عبيدة بن الجراح ووجهته حمص، والجيش الرابع بقيادة عمرو بن العاص ووجهته فلسطين. وقال لهم أبو بكر أنهم سيكونون مستقلّين إن لم تكن هناك حاجة للاجتماع، فكل واحد يقود جيشه بنفسه ويكون أميراً على المناطق التي يفتحها، أما إن اقتضت الضرورة الاجتماع فإن القائد سيكون أبا عبيدة بن الجراح. لكن عندما بلغت الجيوش الإسلامية الشام وجدت جيوشاً ضخمة جداً للروم حشدت لمقابلتها في كل وجهاتها، فلمَّا سمع المسلمون بذلك قرَّروا الاتحاد، فاجتمعت جيوشهم باليرموك، وطلبوا المزيد من المدد، فأمر أبو بكر خالداً بن الوليد بالسير إليهم بنصف جنوده من العراق. فسار خالد إليهم عبر بادية الشام، وفي طريقه هزم الغساسنة في معركة مرج راهط، وفتح مدينة بصرى. وبعد أن فتح خالد بصرى، توجَّه مع أبي عبيدة بن الجراح إلى دمشق، فحاصرها، لكن هنا وصلته أنباء حشد الروم في أجنادين، فانسحب وجمع جيوشه كلها هناك، فبلغ عدد المسلمين 33.000 مقاتل وبلغ عدد الروم 100.000، فدارت معركة أجنادين التي هزم فيها الروم وقتل قائدهم وردان.
توفي أبو بكر خلال هذه المرحلة، وأعقبه عزل عمر بن الخطاب لخالد بن الوليد عن قيادة الجيوش الفاتحة. فقد كان أبو بكر قد عيَّن خالداً قائداً عاماً لجيوش المسلمين في الشام، غير أن عمر لم يرضَ بذلك لئلا يفتتن به المسلمون لانتصاراته المتوالية على الأعداء، فكان من أول ما فعله عمر بعد توليه أمور الخلافة أن كتب إلى أبي عبيدة بن الجراح يعلمه بوفاة أبي بكر (ولم يُعلِم خالداً بذلك)، وكان يريد عزل خالد على الفور، حتى أنه رويَ عنه أنه قال في خالد: «لا يلي لي عملًا أبدًا». وبعدها أرسل عمر كتاباً آخر إلى أبي عبيدة يُعلِمه فيه بعزل خالد عن قيادة الجيوش وتعيينه مكانه، لكنَّ المؤرخين اختلفوا حول متى بالضبط وصل إلى أبي عبيدة الأمر بعزل خالد. فيقول ابن إسحاق أن ذلك كان خلال حصار دمشق في شهر رجب من سنة 14 هـ، إلا أن أبا عبيدة استحى فلم يُعلم خالداً حتى انتهى الحصار وتم الفتح، فيما يذهب سيف بن عمر إلى أن ذلك كان خلال معركة اليرموك عندما كان القتال لا يزال محتدماً بين الروم والمسلمين، بينما قال المدائني، أن أمر العزل جاء حين كان المسلمون يقاتلون الروم بالياقوصة في شهر رجب.
بعد ذلك توجَّه أبو عبيدة مع خالد لحصار دمشق، وتمكّنا من فتحها. في هذه الأثناء وصلتهما أنباء تجمُّع جيش كبير من الروم في مدينة بعلبك، وأنه يسير جنوباً إلى فلسطين للقاء جيشي عمرو بن العاص وشرحبيل بن حسنة المؤلفين من 5.300 جندي. فقرر أبو عبيدة وخالد السير إليهما بسرعة بجيشهما المؤلف من 27,000 مقاتل، وسبق خالد أبا عبيدة على رأس 1,500 فارس لضرورة السرعة. اجتمعت جيوش المسلمين وجيوش الروم قرب موقع فحل جنوبي الشام، فدارت بعض المفاوضات قبل المعركة، غير أنها لم تؤدّ إلى شيء. والتقى الجيشان في 28 من ذي القعدة سنة 13 هـ (23 يناير 653 م)،
حوالي 32,000 من المسلمين ضد ما بين 50,000 و80,000 من الروم، وانتصر المسلمون نصراً كبيراً، وقال ابن الأثير عن المعركة «فكانت الهزيمة بفحل والقتل بالرداغ، فأصيب الروم وهم ثمانون ألفاً لم يفلت منهم إلا الشريد». وبعد ذلك ولَّى أبو عبيدة بعض قادته على دمشق وفلسطين والأردن، وسار مع خالد نحو حمص ففتحاها، ثم إلى سهل البقاع، وفتحا خلال ذلك مدينة بعلبك صلحاً.
عاد الروم إلى حشد جيش ضخم من 240,000 مقاتل، هذه المرة في منطقة اليرموك بالأردن، وكان ذلك في سنة 13 هـ، وأما المسلمون فقد كان عددهم 27,000، ومع التسعة آلاف جندي الذين جاء بهم خالد ليصبحوا 36,000 جندي. ودارت هناك معركة اليرموك الشهيرة، التي بدأت في الخامس من رجب سنة 15 هـ، واستمرَّت مدة 6 أيام كاملة، انتهت أخيراً بهزيمة الروم ومقتل قائدهم باهان. وقيل أن عدد قتلى الروم في اليرموك والياقوصة بعد طلوع الشمس عقب نهاية آخر أيام المعركة كان 120.000 قتيل، وأما المسلمون فحوالي 3.000 قتيل.
بعد المعركة انقسمت جيوش المسلمين إلى أربعة ألوية مجدداً، فتولى كل لواء فتح منطقة من الشام. فخرج يزيد بن أبي سفيان من دمشق، لفتح صيدا وعرقة وجبيل وبيروت، وخرج عمرو بن العاص من فلسطين ففتح نابلس وعمواس وبيت جبرين ورفح وعسقلان، وفتح شرحبيل ما تبقّى من الأردن. وأما أبو عبيدة وخالد فقد سارا إلى مدينة حمص، فحاصراها وفتحاها مجدداً (حيث كانا قد تركاها وأعادا لأهلها الجزية خلال انسحابهما من تقدُّم جيوش الروم قبل اليرموك)، ثم أتبعاه بفتح حماة واللاذقية. وبعدها خاضوا مع الروم معركة قنسرين، وبعد أن انتصروا بها سارا إلى حلب وفتحاها، وأخيراً فتحا أنطاكية في أقصى شمال الشام.

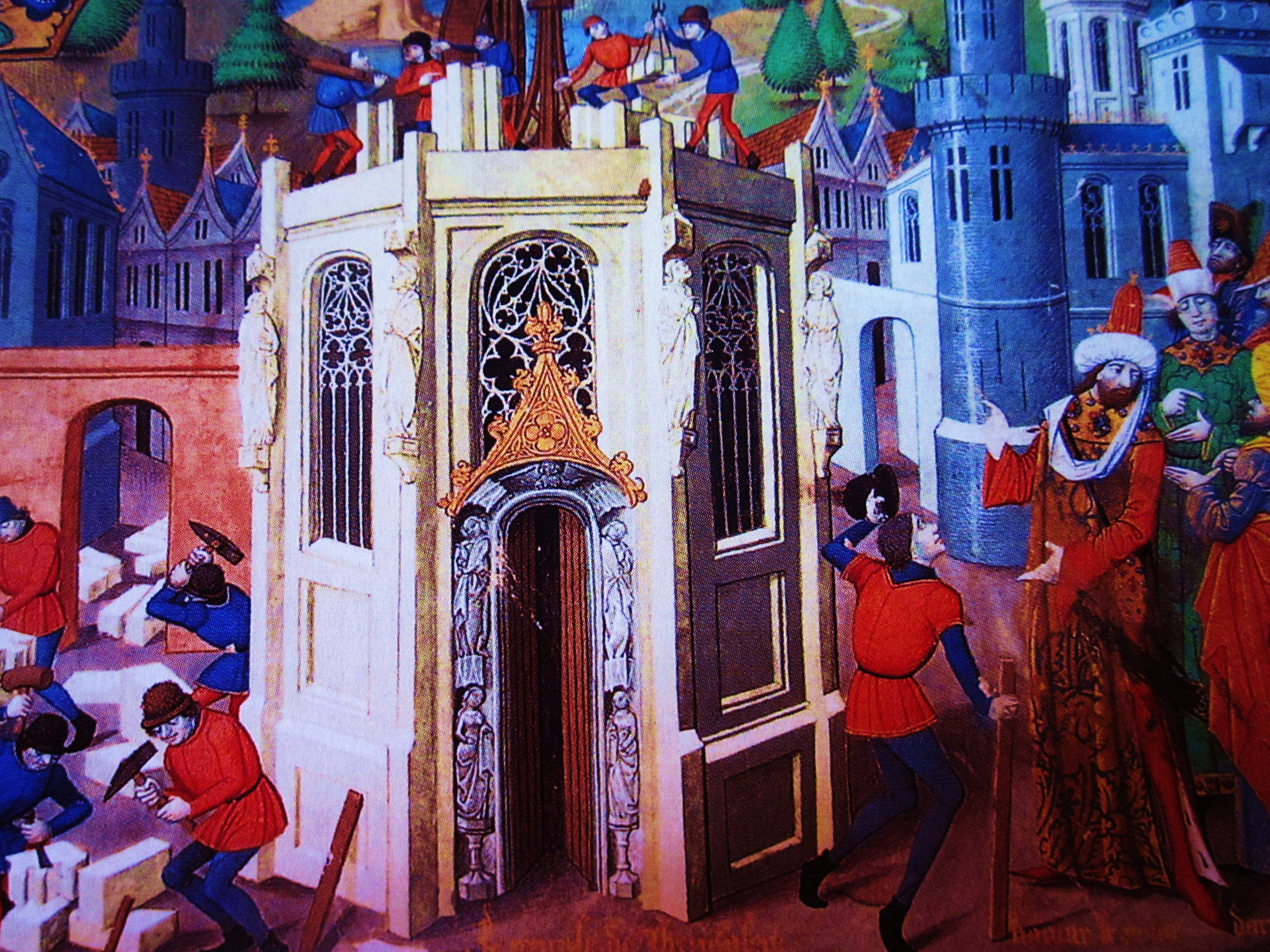
رسم إفرنجي يُظهر بناء مسجد عمر بالقدس بعد الفتح الإسلامي.

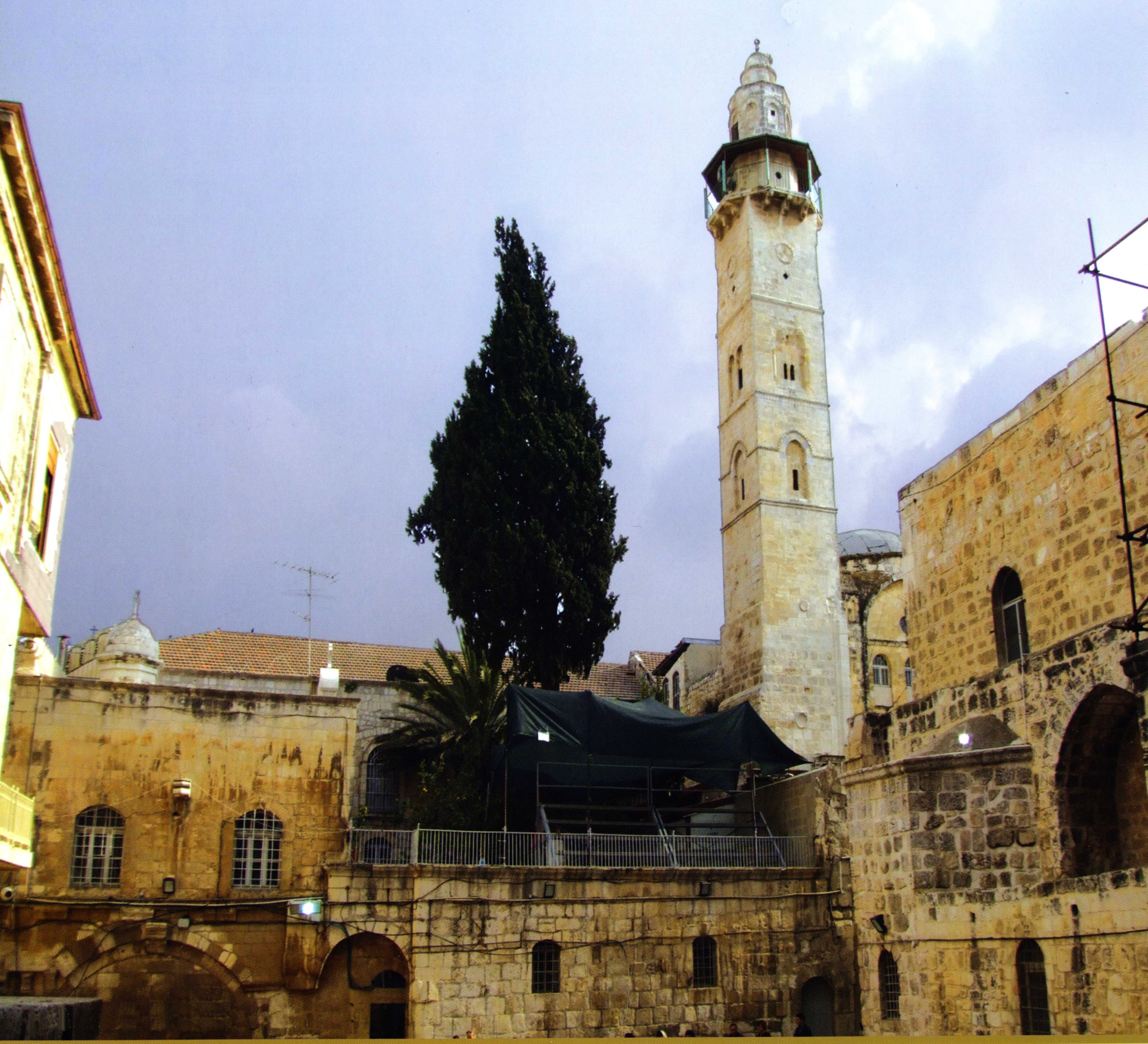
مسجد عمر بن الخطاب في القدس، بُني حيث صلّى عمر أثناء مكوثه في المدينة بعد فتحها.

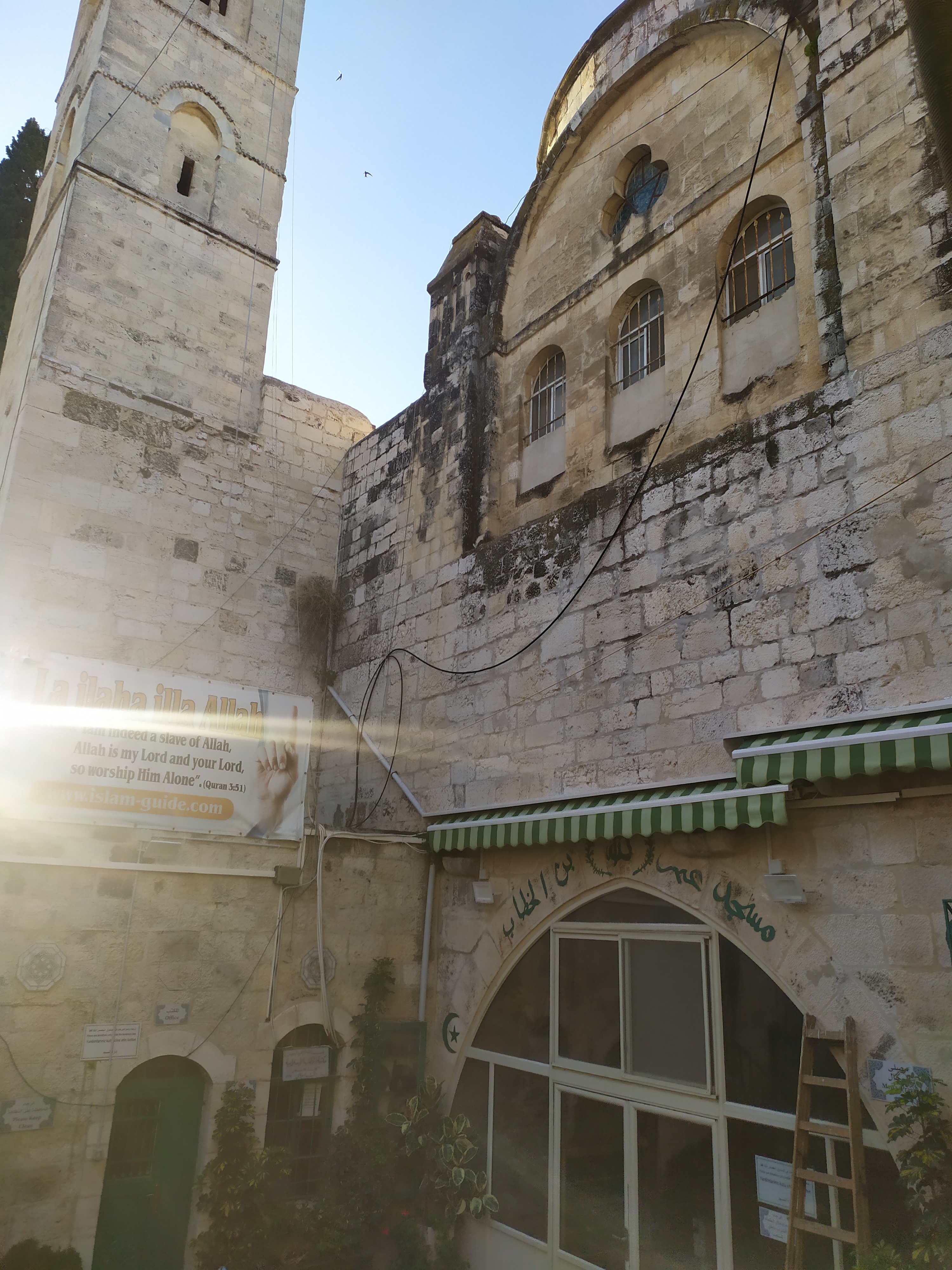
واجهة مسجد عمر بن الخطاب في القدس

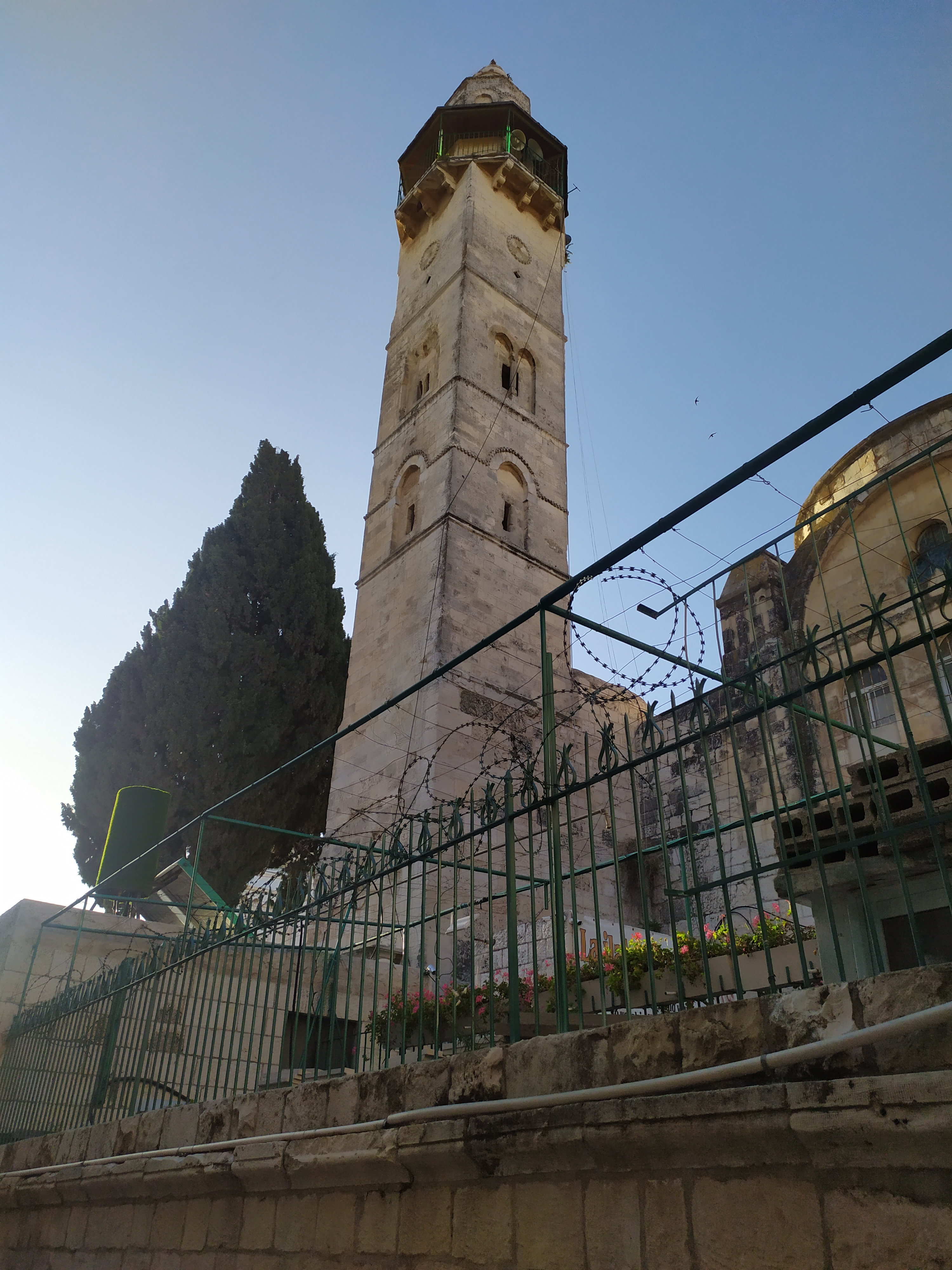
مسجد عمر بن الخطاب في القدس

بعد فتح رفح، توجَّه عمرو بن العاص بجيشه أخيراً إلى القدس، ومكث يحاصرها طويلاً، ثم كاد ييأس من فتحها نظراً لحصانتها الشديدة، فاستدعى أبا عبيدة، فجاءه ومعه المدد، ثم انضمَّ إليهما شرحبيل من الأردن، وأخيراً جاء خالد من قنسرين لينضمَّ إلى الحصار وطال الحصار شهوراً كثيرة دون جدوى، حتى قرَّر واليها الاستسلام أخيراً، لكنه طلب شرطاً أخيراً، وهو أن يأتي الخليفة عمر بن الخطاب بنفسه إلى المدينة ويفتحها، فقال لأبي عبيدة: «نحن نصالِحُك... فأرسل إلى خليفتكم فيكون هو الذي يعطينا العهد، وهو يسامحنا ويكتب لنا الأمان». فكتب أبو عبيدة إلى عمر يخبره بذلك الشرط، فاستشار عمر كبار الصحابة، غير أنهم اختلفوا، وانقسموا إلى فريقين أساسيَّين، واحد على رأسه عثمان بن عفان يرى عدم الاستجابة وحصار المدينة حتى استسلامها، والثاني وعلى رأسه علي بن أبي طالب يرى أنه ما من ضير في القبول، وقد قرَّر عمر الانحياز إلى رأي عليٍّ والقبول بالعرض. وتختلف الروايات التاريخية حول الهيئة التي جاء عمر بها إلى القدس، فتقول بعضها أنه جاء على رأس جيش كبير، وتقول أخرى أنه كان يرتدي ملابس مرقعة ويركب جملاً واحداً يتناوب عليه مع غلام، فلمَّا اقترب من المدينة كان دوره في المشي على الأرض ومرَّ على مخاضة، وعندما رآه والي الروم دهش من منظره، كما تذكر روايات أخرى أنه جاء بمظهر عاديٍّ ليس متفاخراً ولا متواضعاً أكثر من اللازم. وعقبَ وصول عمر إلى المدينة تسلَّم مفاتيحها، ودخلها فاتحاً، فعقد مع أهلها الصلح وأعطاهم الأمان، وكان ذلك في سنة 15 هـ. وقد دخل عمر القدس في المساء، فلمَّا دخل المسجد الأقصى قال «لبيك اللهمَّ لبيك، بما هو أحب إليك»، ثم ذهب إلى محراب داود وصلَّى فيه، ولم يلبث أن طلع الفجر، فأمر المؤذن بإقامة الصلاة ثم تقدَّم وأمَّ بالفاتحين.

### فتح كامل العراق وفارس

معارك خالد بن الوليد في فتح العراق.

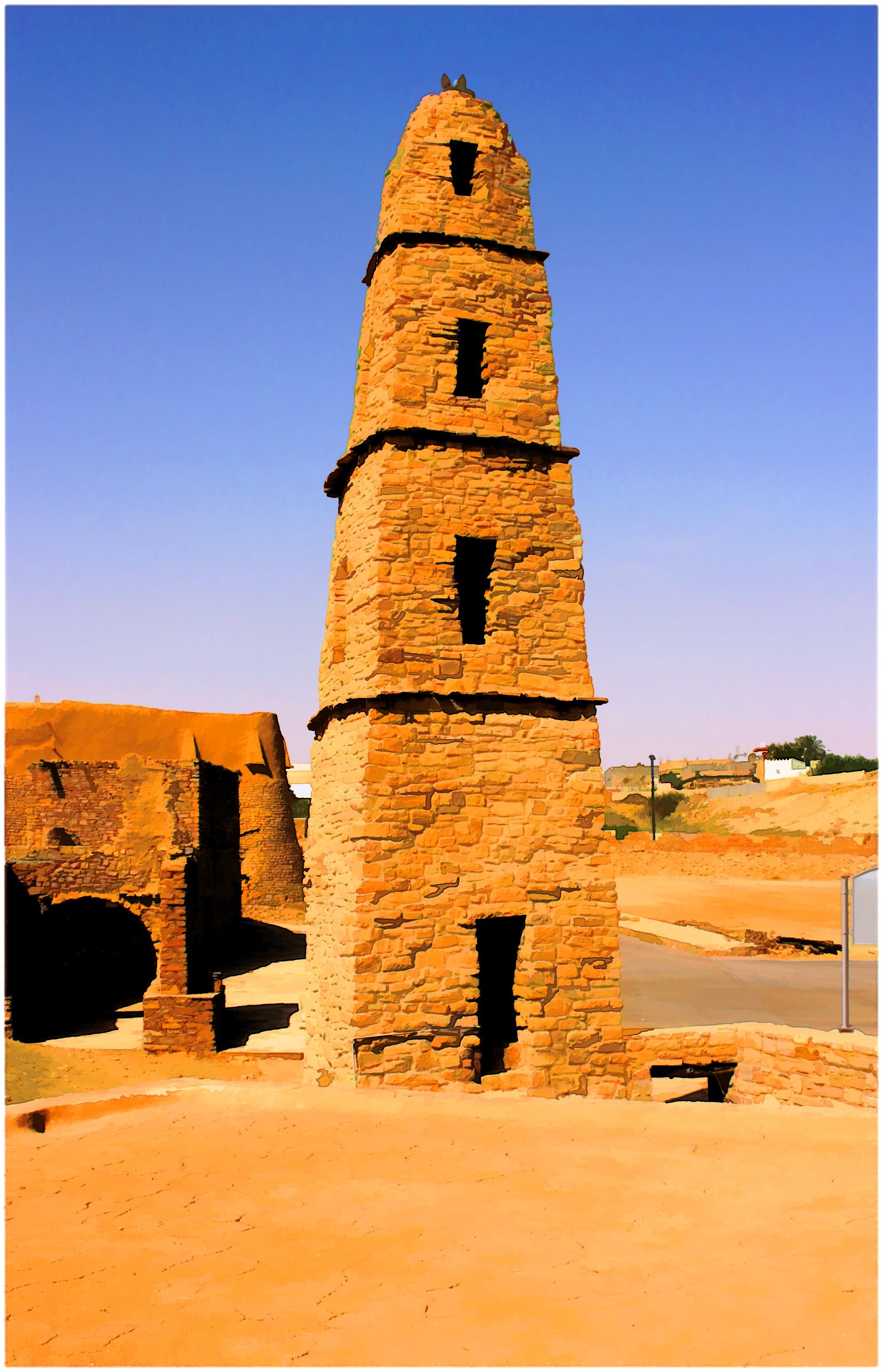
مسجد عمر بن الخطاب بدومة الجندل.

مهَّدت لفتح العراق وفارس غارات صغيرة كان يشنُّها المثنى بن حارثة الشيباني عقبَ انتهاء حروب الردة على أطراف الإمبراطورية الساسانية. قرَّر أبو بكر تسيير جيوش المسلمين إلى العراق لفتحها، ووضع خطَّة مفادها أن ينطلق جيشان إسلاميَّان من جنوب وشمال العراق، فيطبقان عليها ويلتقيان بالحيرة التي كانت آنذاك تعد عاصمة البلاد. فكتب أبو بكر إلى خالد بن الوليد في شهر محرم سنة 12 هـ وهو باليمامة بعد أن فرغ من قتال مسيلمة الكذاب أثناء حروب الردة، وأمره بالسَّير إلى العراق، وألا يُكره أحداً ممن قاتلوا معه في اليمامة على المجيء. وبعد أن وصلت إلى خالد تعزيزات كثيرة كان قد طلبها من أبي بكر، وصل إلى العراق ومعه 18,000 جنديّ. من جهة أخرى، أمر أبو بكر عياض بن غنم بالسير إلى دومة الجندل، فيأتي هو من الشمال وخالد من الجنوب، ويُطبِقان معاً على الحيرة. وبدأ خالد بدخول العراق، فخاضَ معارك كثيرة متتالية ضدَّ الفرس كان النصر حليفه فيها جميعاً، في ذات السلاسل والمذار والولجة وأُليس والمقرّ، وأخيراً، حاصر الحيرة وفتحها في شهر ربيع الأول من سنة 12 هـ نفسها. وفُتِحَت الأنبار تباعاً، ثم التقى خالد الفرس في معركة عين التمر التي ربحها خلال دقائق. وأما عياض بن غنم فقد قضى في حصار دومة الجندل نصف سنة تقريبًا دون أن يتمكَّن منها، فجاءه خالد بعد فراغه من عين التمر، ودارت معركة دومة الجندل بينه وبين حامية المدينة، التي انتهت بفتحها في 24 من رجب سنة 12 هـ. كانت معركة الفراض آخر معركة لخالد بن الوليد في العراق، وبعدها سار إلى الشام عقب تلقّيه أمر أبي بكر بالتوجُّه إلى هناك لمساعدة المسلمين في معركة اليرموك.
ذهب خالد بنصف الجيش، وبقي النص الثاني في يد المثنى بن حارثة، الذي حلَّ مكانه في القيادة. وقد تزامن ذلك مع فتنة في البلاط الفارسيّ خلَّفها مقتل شيرويه ملك الفرس بالمدائن، وبدأ الملوك يتاولون على الدولة الفارسية فيخلعون الواحد تلو الآخر. وفي هذا الوقت، أرسل أحد ملوك الفرس جيشاً لقتال المسلمين، فالتقى المثنى بن حارثة مع الجيش الفارسي في موقعة بابل في ربيع الأول سنة 13 هـ، وانتصر على الفرس. لكن تغيَّر ميزان القوى عندما قام وال فارسيّ يُسمَّى رستم بانقلاب على أحد الأكاسرة، منهياً فترة الاضطراب ومستبداً بالحكم. فخرج المثنى في أواسط سنة 13 هـ إلى المدينة، ليقابل أبا بكر ويحكي له عن أحوال ساحة القتال، ويطلب منه المدد والعون لاستكمال الفتح. غير أن المثنى وصل المدينة وأبو بكر على فراش الموت، فلمَّا حكى له ما أراده قال أبو بكر: «عليَّ بعمر»، فجاء عمر، فأوصاه أبو بكر بأن يندب الناس (يدعوهم إلى الخروج للقتال) مع المثنى كل يوم. وتوفيَّ أبو بكر بعد تلك الحادثة بأيام.
ما إن انتهى دفن أبو بكر حتى وقف عمر ومعه المثنى يخطب في الناس ويدعوهم إلى الانضمام لجيوش المسلمين لقتال الفرس، فخطب فيهم في آخر ليلة وفاته قائلاً: «الصلاة جامعة»، فتجمَّع من حوله الناس، لكن ما إن دعاهم إلى التطوع للقتال حتى تفرَّقوا مجدداً دون أن يجيبوا دعوته. ثم حاولَ مجدداً بعد صلاة الفجر، واستمرَّ على تلك الحال ثلاثة أيام متتالية دون جدوى، حيث كان العرب يهابون الفرس بشدة ويخشونهم كثيراً. ولمَّا كان اليوم الرابع وقف المثنى في المسجد النبوي، فخطبَ فيهم، وحدَّثهم عن ما حققه المسلمون من انتصارات على الفرس في العراق، ثم قام عمر وخطب بدوره، وهنا صاح رجل: «أنا لها!»، وكان أبو عبيد الثقفي، ثم بدأ الناس يتطوَّعون الواحد تلو الآخر، حتى اجتمع لدى عمر والمثنى 1,000 رجل. وتولَّى أبو عبيد قيادة الجيش، فيما سبقه المثنى وعاد مسرعًا إلى جيوشه في الحيرة. اتجه أبو عبيد إلى العراق، وانتصر على الفرس في معركة النمارق والسقاطية وباقسثيا، التي دارت كلُّها خلال تسعة أيام فقط. لكنه هزم في موقعة الجسر وقتل فيها، ولم يُنقَذ جيش المسلمين إلا وقفة المثنى على الجسر وهو يقاتل الفرس، حتى عبر كل المسلمين إلى الجانب الآخر. أبيد نصف الجيش في المعركة، ولم يبقى منه سوى 2,000 مقاتل.
أُرسل إلى عمر رسول يروي له أحداث الجبهة، وهو يخطب بالناس، فبكى وتأثر، وخطب فيهم يُحمِّسهم. ثم أعلن النفير العام في الجزيرة العربية، وأخذ يتنقَّل بين القبائل يحثها على التطوع للقتال، واجتمع له أخيراً 4,000 متطوع، فأرسلهم إلى العراق، وهناك خاض المثنى معركة البويب ضد جيش فارسي جرار قوامه 70,000 جندي، وانتصر بها. أرسل المثنى بعد ذلك يطلب المزيد من المدد لأن الفرس بدأوا يحشدون للقتال، لكنه توفيَّ بعد ذلك بفترة قصيرة، وكانت وصيته للقائد الذي يخلفه: «لا تقاتل الفرس إلا على أبواب الصحراء». وأعلنَ النفير العام مجدداً، فأرسل عمر من يدعو إلى القتال إلى كل أنحاء الجزيرة العربية، واجتمع له مجدداً 4,000 مقاتل، جمعهم في مكان قرب المدينة يسمى صرار. وبعد أن اجتمع الرجال عند عمر، أخذ يفكر في من سيوليه قيادة الحملة إلى العراق، فاحتار كثيراً، حتى وصله كتاب من سعد بن أبي وقاص، حيث كان قد عُيِّن لجمع الصدقات بنجد، فقال له عبد الرحمن بن عوف «وجدتَه!»، قال عمر: «فمن؟»، قال: «الأسد عادياً!»، فكانت رسالة سعد تذكرة لعمر، بقائده سعد. مشى عمر مع الحملة وودَّع الجنود وخطب فيهم، ثم أوصى سعد بالتوقف في زرود ودعوة الناس للخروج معه. وبينما وصل سعد زرود في شتاء سنة 14 هـ، أخذ عمر يوجه كل طاقته للحشد للحرب، فأخذ يدور على قبائل العرب ويدعوها للقتال ويجمع الناس ويرسل الإمدادات تباعاً إلى سعد، وأخذ يستخدم كل الوجهاء والخطباء والشعراء لتحريض الناس على الفرس، وكان يقول خلال ذلك: «والله لأضربنَّ ملوك العجم بملوك العرب». وبعد أن التقت وتجمَّعت كل الجيوش والإمدادات، بلغ قوام الجيش الإسلامي المتجه إلى فارس 32,000 مقاتل، وهو أكبر جيش إسلامي يدخل بلاد فارس حتى ذلك الحين.
بلغ تعداد قوات الفرس في المقابل 120,000 رجل و70 فيلاً، وكان التقاء الجيشين في أرض القادسية. سبقت المعركة بعض المقابلات والمفاوضات بين رسل من المسلمين ورستم، غير أنها لم تؤد إلى شيء، ثم اندلعت المعركة الفاصلة في فتوحات فارس، المسمَّاة بمعركة القادسية. استمرَّ القتال أربعة أيام على أشده، فلما جاء اليوم الرابع قتل رستم وهزم الفرس وكانت تلك نهاية المعركة. وبلغ عدد قتلى الفرس بنهاية المعركة 40,000 قتيل، وأما المسلمون فحوالي 6,000 قتيل.
بعد القادسية، كانت جيوش المسلمين تقف على مسافة 30 كيلومترًا فحسب من المدائن عاصمة الفرس، وبإبادتهم الجيش الفارسيّ في المعركة لم تبقى أي جيوش تحول بينهم وبين العاصمة. ومكثوا فترة في القادسية، حتى جاءهم الأمر من عمر بالتوجه إلى المدائن. حاصر سعد المدائن مدة شهرين، حتى استسلمت فدخلها المسلمون، وهرب كسرى الفرس، ووجد المسلمون داخلها ثروات هائلة. غير أن بقايا جيوش الفرس عادت للتجمُّع في موقعين أساسيَّين، هما جلولاء وتكريت، فانقسم المسلمون ثلاثة جيوش حسب أوامر عمر، الأول بقيادة هاشم بن عتبة الذي مني بالنصر في معركة جلولاء وفتح حلوان، والثاني بقيادة عبد الله بن المعتم الذي نجح في فتح تكريت والموصل، والثالث بقيادة عتبة بن غزوان الذي نجح في فتح الأبلة وسائر الأحواز.
بعد فتح جلولاء فرَّ يزدجرد إلى مرو، وجعلها عاصمة الفرس الجديدة، وبدأ بحشد الجيوش من كل أصقاع فارس لوقف تقدم المسلمين. وسار إليهم جيش المسلمين بقيادة النعمان بن مقرن، والتقيا قرب مدينة نهاوند في سنة 21 هـ، حوالي 30,000 رجل من المسلمين و150,000 من الفرس. وبعد يوم من القتال الحامي هزم الفرس وانتصر المسلمون نصراً كبيراً، فأطلقوا على معركة نهاوند فتح الفتوح، حيث لم يجتمع الفرس بعدها أبداً. ووصلت عمر أخبار الفتح فسرَّ سروراً عظيماً، غير أنه بكى عندما سمع بمقتل النعمان وصحابة آخرين خلال المعركة. بعد نهاوند توالت فتوحات بلاد فارس، ففتحت همدان فأصبهان فالري فجرجان فطبرستان فأذربيجان فخراسان فكرمان فمكران فسجستان. وبذلك كانت نهاية الدولة الساسانية وزوالها، وفتح المسلمين لجميع مناطقها السابقة.

### عام الرمادة وطاعون عمواس
كانت سنة 639م الموافقة لعام 18 هـ، سيئة على الدولة الإسلامية التي تعرضت لنكبتين: المجاعة في المدينة المنورة والطاعون في بلاد الشام. وقيل حدث ذلك آخر سنة 17 هـ الموافقة لذات العام الميلادي سالف الذكر. عمّ الجدب أرض الحجاز واسودت الأرض من قلّة المطر فمال لونها إلى الرمادي مدة تسعة أشهر فسميت «عام الرمادة». والتجأ المسلمون إلى المدينة المنورة، فأخذ عمر بن الخطاب يُخفف عنهم، وكتب إلى أبي موسى الأشعري بالبصرة فبعث إليه قافلة عظيمة تحمل البر وسائر الأطعمات، ثم قدِم أبو عبيدة بن الجراح من الشام ومعه أربعة آلاف راحلة تحمل طعامًا فوزعها على الأحياء حول المدينة المنورة. فخفف ذلك من الضائقة بعد أن هلك كثير من المسلمين.
أما الطاعون فبدأ في عمواس، وهي قرب بيت المقدس، فسُمي «طاعون عمواس»، ثم انتشر في بلاد الشام. وكان عمر بن الخطاب يهم بدخول الشام وقتها، فنصحه عبد الرحمن بن عوف بالحديث النبوي: «إذا سمعتم بهذا الوباء ببلد، فلا تقدموا عليه، وإذا وقع وأنتم فيه فلا تخرجوا فرارًا منه»، فعاد عمر وصحبه إلى المدينة المنورة. حاول عمر بن الخطاب إخراج أبا عبيدة بن الجراح من الشام حتى لا يُصاب بالطاعون فطلبه إليه، لكن أبا عُبيدة أدرك مراده واعتذر عن الحضور حتى يبقى مع جنده، فبكى عمر. ويبدو أن الطاعون انتشر بصورة مريعة، عقب المعارك التي حدثت في بلاد الشام، فرغم أن المسلمين كانوا يدفنون قتلاهم، فإن عشرات آلاف القتلى من البيزنطيين بقيت جثثهم في ميادين القتال من غير أن تُدفن، حيث لم تجد جيوشهم المنهزمة دائمًا الوقت الكافي لدفن القتلى. استمر هذا الطاعون شهرًا، مما أدى إلى وفاة خمسة وعشرين ألفًا من المسلمين وقيل ثلاثين ألفًا، بينهم جماعة من كبار الصحابة أبرزهم: أبو عبيدة بن الجراح وقد دُفن في «عمتا» وهي قرية بغور بيسان، ومعاذ بن جبل ومعه ابنه عبد الرحمن، ويزيد بن أبي سفيان، وشرحبيل بن حسنة، والفضل بن العباس بن عبد المطلب، وأبو جندل بن سهيل. وقيل أن الطاعون أصاب البصرة أيضًا فمات بشر كثير.
وبعد انحسار طاعون عمواس، خرج عمر بن الخطاب من المدينة المنورة متجهًا نحو بلاد الشام عن طريق أيلة. فلمّا وصلها قسّم الأرزاق وسمّى الشواتي والصوائف وسدّ فروج الشام وثغورها، واستعمل عبد الله بن قيس على السواحل ومعاوية بن أبي سفيان على جند دمشق وخراجها. ثم قسم مواريث الذين ماتوا، بعد أن حار أمراء الجند فيما لديهم من المواريث بسبب كثرة الموتى. وطابت قلوب المسلمين بقدومه بعد أن كان العدو قد طمع فيهم أثناء الطاعون.

### فتح مصر
كثرت الأقوال حول السنة التي فتحت فيها مصر، فوردت في كتب التاريخ سنوات 16 و20 و21 و22 و25 هـ، وقد كان ذلك عندما سمح عمر بن الخطاب لعمرو بن العاص بالتوجه إلى مصر بعد انتهائه من فتح الشام، وذلك بعد إلحاح طويل من عمرو. ودخل عمرو مصر على رأس 4,000 رجل، فكان أول ما فتحه هو حصن الفرما بعد حصار دام شهراً، ونفس الأمر في بلبيس، ثم سار إلى أم دنين بعد أن أمده عمر بأربعة آلاف آخرين، وانتصر قربها في معركة عين شمس. ثم سار إلى حصن بابليون، أقوى الحصون الحدودية في مصر آنذاك، وفرض عليه حصاراً دام نصف سنة كاملة. وأخيراً وبعد أن تسلق الأسوار الزبير بن العوام، وفتح الحصن من الداخل تمكن المسلمون من دخوله، وفُتِحَ حصن بابليون. وبعد فتح الحصن بنى المسلمون مدينة الفسطاط قربه. ثم سار عمرو إلى الإسكندرية، وفرض عليها حصاراً دام ثلاثة شهور حتى فٌتِحَت عنوة، وبفتح الإسكندرية كان قد تمَّ فتح مصر، ووليها عمرو ثم عبد الله بن سعد بن أبي السرح من بعده.

### فتح برقة وطرابلس الغرب
بعد أن أتمَّ عمرو بن العاص فتح الإسكندرية سار إلى إقليم برقة، الواقع اليوم شرق ليبيا. وأرسل بداية عقبة بن نافع ليستطلع الأوضاع ويعطيه تقريراً عن المنطقة، ثم فتح برقة بسهولة وسرعة، وصالح أهلها على جزية يدفعونها له مقدارها 13,000 دينار، وكان ذلك في سنة 22 هـ. ثمَّ فرَّق عمرو قواته وأرسلهم إلى مختلفة أجزاء برقة ومحيطها، فأرسل عبد الله بن الزبير إلى مصراتة وعقبة بن نافع إلى زويلة (ثم عينه قائداً لحامية برقة) وبسر بن أرطاة إلى ودان، فنجحوا في فتح كل هذه المدن. وأخيراً سار عمرو إلى طرابلس الغرب وحاصرها لمدة شهر، غير أنه لم يتمكن من فتحها، حتى تمكن بعض جنوده من اقتحام المدينة، ففرَّ الروم إلى سفنهم للهرب، ودخل جيشه المدينة وفتحها. وفتحت معها المناطق المحيطة بها مثل غريان والزاوية وسائر جبل نفوسة. وبعد طرابلس سار عمرو إلى سبرة، ففتحها هي الأخرى، وتم بذلك فتح ليبيا. غير أن عمر لم يأذن له بالسير أكثر حتى إفريقية، فعاد عمرو إلى مصر.

## إدارة الدولة
يُعتبر عمر بن الخطاب أحد عباقرة السياسة والإدارة في التاريخ الإسلامي خصوصًا والعالمي عمومًا. فقد اتسعت حدود الدولة الإسلامية خلال عهده اتساعًا عظيمًا جعله يُقدم على إنشاء تنظيم إداري فعّال لابقائها متماسكة وموحدة، وقد استتبع هذا الأمر تنظيم وإنشاء عدّة مرافق مهمة لم تعرفها العرب من قبل، أو عرفتها ولكن على نحو ضيّق بسبب طبيعة حياة الناس داخل شبه الجزيرة قبل الفتوح الإسلامية. ومن مآثر عمر بن الخطاب الأخرى توسيعه وترميمه للمسجد الحرام في مكة والمسجد النبوي في المدينة المنورة، لاستيعاب الأعداد المتزايدة من الحجاج بعد أن اعتنق الكثير من رعايا الشام والعراق ومصر وغيرها الإسلام.

### التنظيمات السياسية والإدارية
اتسعت أقاليم الدولة الإسلامية الأولى، نتيجة انتشار المسلمين في الأقاليم المتاخمة لشبه الجزيرة العربية، لذلك عمد عمر بن الخطاب إلى تقسيم الأمصار المفتوحة إلى خمس مناطق كبيرة تنقسم بدورها إلى ولايات، وهي: العراق (الأحواز، الكوفة، البصرة)، فارس (سجستان ومكران وكرمان، طبرستان، خراسان)، الشام (قسم قاعدته حمص، وقسم قاعدته دمشق)، فلسطين (قسم قاعدته أيلة وقسم قادته الرملة)، أفريقية (صعيد مصر، مصر السفلى، غرب مصر، وصحراء ليبيا). أما في شبه الجزيرة العربية فأبقى على تقسيمها كما فعل أبو بكر الصديق، واستمرت تضم اثنتي عشر ولاية، هي: مكة المكرمة، المدينة المنورة، الطائف، صنعاء، حضرموت، خولان، زبيد، مرقع، الجند، نجران، جرش، والبحرين. كما قسّم الخليفة ولايات الشام إلى مقاطعات عدة دُعي كل منها جُندًا، وهي: جند قنسرين، جند دمشق، جند حمص، جند الأردن، وجند فلسطين. وكان عمر يختار لكلِّ إقليم واليًا، وكان يختارهم ممن يَتَوَسَّم فيهم الصلاح والمقْدرة على إدارة شؤون الولاية، والقِيام بالمهام المُلْقاة على عواتقِهم. وكان عمر يوصِي أولئك الوُلاةَ بحُسْن معامَلة الرعية، والرِّفْق بهم، وعدم تكْليفهم فوق طاقتهم، ويحملهم مسؤولية تطْبيق شرائع الإسلام وسُننه؛ فقال مُوَضِّحًا واجباتِهم: «أيُّها الناس، إنِّي والله ما أرسل إليكم عمَّالاً ليضربوا أبشاركم، ولا ليأخذوا أعْشاركم؛ ولكن أرسلهم ليعلِّموكم دينكم وسُننكم، فمَن فُعل به شيءٌ سوى ذلك، فليرفعه إليَّ، فوالَّذي نفس عمر بيده، لأقتصّنَّ له منه». كذلك كان لعمر مُفوَّضون رسميُّون يسافِرُون إلى الأمصار، ويراجعون أعمال الوُلاة، وكان على رأس أولئك المفتِّشين محمد بن مسلمة، وهو رجلٌ حازم فائق الأمانة. وحرصًا منه على استقرار الوُلاة، وعدم انشغالهم بأمْرٍ غير الولاية؛ فقد أجْرى عليهم مرتباتٍ من شأنِها أن تعينَهم على التفرُّغ لعَمَلِهم المنوط بهم، ومثال ذلك: أنه أجْرى على عمار - والي الكوفة - ستمائة درهم، له ولكاتبه ومؤذِّنيه كلَّ شهر، وأجْرى على عثمان بن حنيف رُبع شاة وخمسة دراهم كل يوم، مع عطائه - وكان خمسةَ آلاف درهم - وأجْرى على عبد الله بن مسعود مائة درهم في كل شهر وربع شاة كل يوم.
يُشير بعض المؤرخين إلى أن عمر بن الخطاب اتبع نظام المركزية الإدارية في حكمه للدولة الإسلامية، أي أن حكومته المركزية القائمة في المدينة المنورة كانت تقوم وحدها بالوظيفة الإدارية، دون مشاطرة الهيئات الأخرى لها في ذلك. فقيل أن ظروف الدولة الإسلامية في عهد عمر فرضت أسلوبَ المركزية في الحكم؛ بل إن عمر قد سلك أسلوبًا مركزيًّا متطرِّفًا، يكاد لا يوجد له مثيل في التاريخ. وأن هيمنته في العاصمة لم تتوقف على الأمور العسكرية فحسب؛ بل امتدَّت إلى الشؤون المدنيَّة، ومن ذلك استئذان المسلمين الخليفةَ في طريقة بناء المساكن في المدن الجديدة، وحرص الخليفة على أن يُحاط علمًا بأقاليم الدولة التي لم يذهب إليها. وقد ردّ باحثون آخرون على هذا الرأي بقولهم أن كتب السيرة والتاريخ كما حفظت كتبًا يوجِّه بها عمر عمَّاله وقُواده، ويتابع أعمالهم - فقد حفظت كذلك آثارًا يفوِّض فيها عمرُ الرأيَ لعمَّاله وقواده؛ لكي يتصرفوا في مواجهة المواقف، بما تقتضيه هذه المواقف. ومن ذلك قوله لمحمد بن مسلمة: «إن أكمل الرجال رأيًا مَن إذا لم يكن عنده عهْد من صاحبه، عمل بالحزم، أو قال به»، وقوله لمعاوية بن أبي سفيان حين بيَّن له أسباب اتِّخاذه مظاهرَ الملك: «لا آمرك ولا أنهاك»، وردُّه على أبي عبيدة حين استشاره في دخول الدروب خلف العدو بقوله: «أنت الشاهد وأنا الغائب، وأنت بحضرة عدوِّك، وعيونُك يأتونك بالأخبار»، إلى غير ذلك من النصوص التي تدلُّ على أن عمر بن الخطاب كان ينتهج المنهج اللامركزي في الإدارة، وليس معنى ذلك أنه قد رفع يده كلية عن الولايات الأخرى؛ بل إن من حقه وواجبه الإشرافَ على هذه الولايات ومراقبتها في الحدود الشرعية.

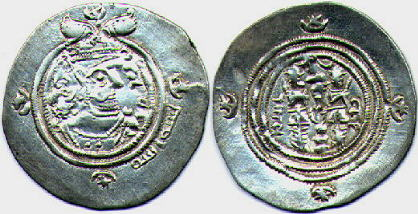
نقود فارسية من الطراز الذي كان شائعًا في خلافة عمر بن الخطاب. نُقشت على هذه النقود صورة آخر أكاسرة الإمبراطورية الفارسية الساسانية، وأضاف عمرُ نقش البسملة عليها.

نشأت الدواوين في عهد عمر بن الخطاب نتيجة لاتساع الدولة الإسلامية، واتصال المسلمين الفاتحين عن قرب بالأنظمة الفارسية والبيزنطية في الأقاليم والتعرف على حضارتها، فانتقوا من بين ذلك ما وجدوه ملائمًا للاقتباس، كما أبقوا على الكثير من الأنظمة الإدارية التي ثبت لهم صلاحيتها لتلك البلاد. وقد اخْتُلف في تحديد نشأة الديوان؛ فيحدده الطبري بالعام الخامس عشر للهجرة، بينما يذكره الماوردي في الأحكام السلطانية في العام العشرين. ومن الدواوين التي أوجدها عمر: ديوان الإنشاء، وهو ديوان الرسائل، ليكون بذلك أوّل من وضع هذا الديوان في الإسلام، ثم أنشأ ديوان العطاء وديوان الجند الذي سجَّل فيه أسماء المقاتلين، ووجهتهم، ومقدار أعطياتهم وأرزاقهم، وديوان الجباية الهادف إلى إحصاء خراج البلاد المفتوحة، وتنظيم الإنفاق في الوجوه التي يجب الإنفاق فيها، وذلك بعد أن وردت الأموال الكثيرة إلى المدينة المنورة مركز الدولة الإسلامية بعد فتح الشام والعراق، فأشار خالد بن الوليد وقيل الهرمزان وقيل الوليد بن هشام بن المغيرة بإنشاء مثل هذه الدواوين لإحصاء الأموال وطريقة توزيعها. وكان ذلك تمهيدًا لإنشاء «بيت المال» أو «ديوان الأموال» الذي يمكن اعتباره بمثابة أول وزارة للمال في الإسلام. وقد اهتمَّ عمر بالأموال الواردة للدولة، وكان حريصًا جدًّا على المحافظة عليها، وإعطائها لمستحقيها، وقد كان يتعامل معها كما يتعامل والي اليتيم مع ماله، فلا يأخذ منه إلا كما يأخذ أدنى رجل من المسلمين. وأبقى عمر على النقود الذهبية والفضية التي كانت متداولة وعليها نقوش مسيحية أو فارسية، لكنه أضاف إلى هذه النقود البيزنطية والفارسية كلمة «جائز» ليميزها عن النقود الزائفة. ومع ذلك يعتبر عمر أول من ضرب النقود في الإسلام سنة 639م، الموافقة لسنة 18 هـ، معتمدًا النقش الفارسي وأضاف إليها «الحمد لله» وفي بعضها «لا إله إلا الله» وعلى جزء منها اسم «عمر».
كان البريد موجودًا منذ تأسيس الدولة في المدينة المنورة، حيث كان النبي محمد يبعث الرسل إلى الملوك والأمراء ومعهم الكتب ممهورة بخاتمه. وقد رتّب عمر البريد بعد أن اتسعت هذه الدولة ليسهل عملية الاتصال بين المدينة المنورة والعمال وقادة الجيش في العراق وفارس والشام ومصر، فكتب إلى معاوية بن أبي سفيان في الشام يحثه على استعمال النار في الإشارات لنقل الرسائل والأخبار وإقامة الحرس على مناظرها واتخاذ المواقد لها. وقسّم الطرق إلى محطات بريدية بين الواحدة والأخرى مسافة اثني عشر ميلاً، وفي كل منها الحرس والزاد والماء.
أما الخطوة الأخيرة في تنظيمات عمر بن الخطاب الإدارية، فكانت تكريس نظام الشورى، عملاً بالأمر الديني في القرآن: ﴿وَأَمْرُهُمْ شُورَى بَيْنَهُمْ﴾، و﴿وَشَاوِرْهُمْ فِي الأَمْرِ﴾، والتي كانت دعوة صريحة لالتزام المشورة. وفي الحديث النبوي: «اسْتَشِرْ، فَإِنَّ الْمُسْتَشِيرَ مُعَانٌ، وَالْمُسْتَشَارَ مُؤْتَمَنٌ»، و«مَا سَعِدَ أَحَدٌ بِرَأْيِهِ وَلا شَقِيَ مَعَ مَشُورَةٍ»، و«مشاورة أهل الرأي ثم اتباعهم». لذلك تمسك عمر بن الخطاب بمبدأ الشورى، وفي ذلك يقول: «لا خير في أمر أُبرم من غير شورى»، واتبع القرآن والسنة النبوية في ذلك، فأبقى إلى جانبه كبار الصحابة من المهاجرين والأنصار يستشيرهم في كل مسألة لا يوجد فيها نص أو حديث. وعلى هذا الأساس منع هؤلاء الصحابة من مغادرة المدينة المنورة إلا بإذن وبأجل محدد، وذلك ليتمكن من استشارتهم ولمساندته في دعم نظام الحكم القائم أساسًا على الشورى. وكان عمر يستشير الرجال، وكان أيضًا يستشير النساء، حيث كان يقدم الشفاء بنت عبد الله العدوية في الرأي، ويرضى عن رأيها.

### تنظيم الجيش
أدرك عمر بن الخطاب أهمية الجيش في نشر الإسلام، لذلك أوجد فرقًا نظامية تُقدّر كل منها بأربعة آلاف فارس لترابط في كل مصر من الأمصار. وهذا يعني تأسيس جيش نظامي ثابت يُقدّر بإثني وثلاثين ألف فارس عدا المشاة والمتطوعين، مما يكفل حماية الدولة، ونظّم الرتب في الجيش مثل «أمير الجيش» على عشرة آلاف أو تزيد، و«أمير الكردوس» على ألف، و«القائد» على مئة. كان العرب يُشكلون قوام الجيش في بداية عهد عمر بن الخطاب، ومع اتساع رقعة الدولة الإسلامية، انضم إليهم عدد من الفرس والروم والقبط الذين اعتنقوا الإسلام، وعرف الجيش الإسلامي خلال هذا العهد استخدام أسلحة الحصار التي اقتبست عن الروم، ومنها المنجنيق وأبراج الحصار والدبابة وأكباش الدك. وأصدر عمر أيضًا أمرًا بوجوب تعلّم الجنود ركوب الخيل والرماية والمشي حفاة والسباحة، وأنشأ مراكزَ عسكريةٍ في المدينة والكوفة والبصرة والموصل والفسطاط ودمشق والأردن وفلسطين، بُنيت فيها ثكنات مخصصة لإقامة العساكر، كما شُيدت اصطبلات كبيرة يأوي كل منها قرابة أربعة آلاف حصان مخصصة لدعم الجند عند الحاجة. بالإضافة إلى المراكز العسكرية، أنشأ الخليفة معسكرات في المدن الكبيرة والأماكن ذات الأهمية الاستراتيجية. وكان عمر يكره ركوب البحر ونهى قادة الجيش عن القتال فيه، وقد قام بعزل العلاء بن الحضرمي والي البحرين لأنه ركب البحر في اثني عشر ألفًا غازيًا بلاد فارس. كما أنشأ عمر ديوان الجند وكفل للجنود معيشتهم ومعيشة عائلاتهم، مقابل انصرافهم إلى أعمال الجندية

### الشرطة والأمن
يعتبر عمر بن الخطاب أول من أنشأ حبسًا خاصًا بالمتهمين بعد أن كان هؤلاء يُعزلون في المسجد، وعُرف هذا الحبس باسم «السجن». كما كان أول من أدخل نظام العسس للتجول والمراقبة ليلاً من أجل مساعدة القاضي في إثبات التهم وتنفيذ الأحكام ضد المذنبين، ويُعتبر هذا النظام بمثابة النواة التي قامت عليها فيما بعد «الشرطة»، ويتولاها صاحب الشرطة. وأول من أسندت إليه هذه المهمة هو عبد الله بن مسعود، فهو أول عسّاس في الإسلام، و«العسس» اسم مشتق كما تورده بعض المصادر من «عسَّ يَعُسُّ عَسَساً وعَسّاً أَي طاف بالليل».

### القضاء
ولم يُهمل عمر بن الخطاب القضاء، فكان يتولَّى الفصل بين الناس، وتطبيق الحدود والأحكام، ولمّا توسَّعَتِ الدولة واختلط العربُ بسكان البلاد المفتوحة، وازدادَتِ القضايا في هذه الأمصار - تعذَّر على الخليفة النظرُ فيها، وكذلك الولاة، فعمل عمر بن الخطاب على فصل القضاء عن الولاية، وشرع في تعيين القضاة في البلاد المفتوحة، فولَّى أبا الدرداء قضاءَ المدينة، وشريحًا الكندي قضاء الكوفة، وعثمانَ بن أبي العاص قضاء مصر، وأبا موسى الأشعري قضاء البصرة، وقد أجرى عمر عليهم الرواتب، فجعل للقاضي سليمان بن ربيعة خمسمائة درهم في كل شهر، وجعل لشريح مائةَ درهم ومؤْنته من الحنطة. وكان عمر يحث القضاة على إحقاق الحق، وإقامة العدل بين الناس؛ مما دفع القضاةَ إلى العمل على تنفيذ أحكام الشريعة الإسلامية بحذافيرها. كما سن عمر لهؤلاء القضاة دستوراً يسيرون على هديه في الأحكام، وقد لبث هذا الدستور مرجعاً للقضاء

### الحسبة
يرى بعض المؤرخين أن الحِسبة نشأتْ في عهد عمر بن الخطاب، حيث وضع أُسسَها واختصاصاتِها، وكان يقوم بها بنفسه، ثم أوكلها إلى رجل، أطلق عليه لقب «المحتسب». بينما يرى آخرون أنها نشأت في عهد الرسول محمد. والحسبة هي وظيفة دينية من باب الأمر بالمعروف والنهي عن المنكر، الذي هو فرض على القائم بأمور المسلمين، يُعَيِّنُ لذلك مَنْ يراه أهلاً له. وكانت مهمة المحتسب تتمثل في: مراعاة أحكام الشَّرع، وإقامة الشعائر الدينية، والمحافظة عليها، والنظر في أرباب البهائم، ومراقبة مَن يتصدَّر لتفسير القرآن الكريم، والنظر في الآداب العامة، وفي البيوع الفاسدة في السوق، والموازين والمكاييل. وبهذا فقد تعدت الحسبة معناها وهدفها الديني إلى واجبات عملية مادِّيَّة تتَّفق مع المصالح العامَّة للمسلمين.

### التقويم الهجري
كان النبي محمد قد أمر بالتأريخ بعد قدومه إلى يثرب. وقد حدث هذا التأريخ منذ العام الأول للهجرة، وعلى هذا الأساس كان النبي يُرسل الكتب الممهورة بخاتمه إلى الملوك والأمراء ورؤساء القبائل المختلفة. وما فعله عمر بن الخطاب كان منع الخلاف حول التأريخ، ومما ذُكر في سبب اعتماد عمر للتاريخ أن أبا موسى كتب إلى عمر أنه يأتينا منك كتب ليس لها تاريخ، فجمع عمر الناس، فقال بعضهم: "أرخ بالمبعث"، وبعضهم: "أرخ بالهجرة"، فقال عمر: "الهجرة فرقت بين الحق والباطل"، فأرخوا بها"، وذلك سنة سبع عشرة، فلما اتفقوا قال بعضهم ابدءوا برمضان، فقال عمر: "بل بالمحرم فإنه منصرف الناس من حجهم"، فاتفقوا عليه. وفي رواية أخرى أن أحدهم رفع صكًا لعمر محله شهر شعبان، فقال: «أي شعبان، الماضي أو الذي نحن فيه، أو الآتي؟ ضعوا للناس شيئاً يعرفون فيه حلول ديونهم»، فيُقال إنه أراد بعضهم أن يؤرخوا كما تؤرخ الفرس بملوكهم، كلما هلك ملك أرخوا من تاريخ ولاية الذي بعده، فكرهوا ذلك، ومنهم من قال: "أرخوا بتاريخ الروم من زمان الإسكندر"، فكرهوا ذلك، وقال قائلون: "أرخوا من مولد رسول الله صلى الله عليه وسلم"، وقال آخرون: "من مبعثه عليه السلام"، وأشار علي بن أبي طالب وآخرون أن يؤرخ من هجرته من مكة إلى المدينة لظهوره لكل أحد فإنه أظهر من المولد والمبعث. فاستحسن ذلك عمر والصحابة، فأمر عمر أن يؤرخ من هجرة الرسول وأرخوا من أول تلك السنة من محرمها.

## اغتياله

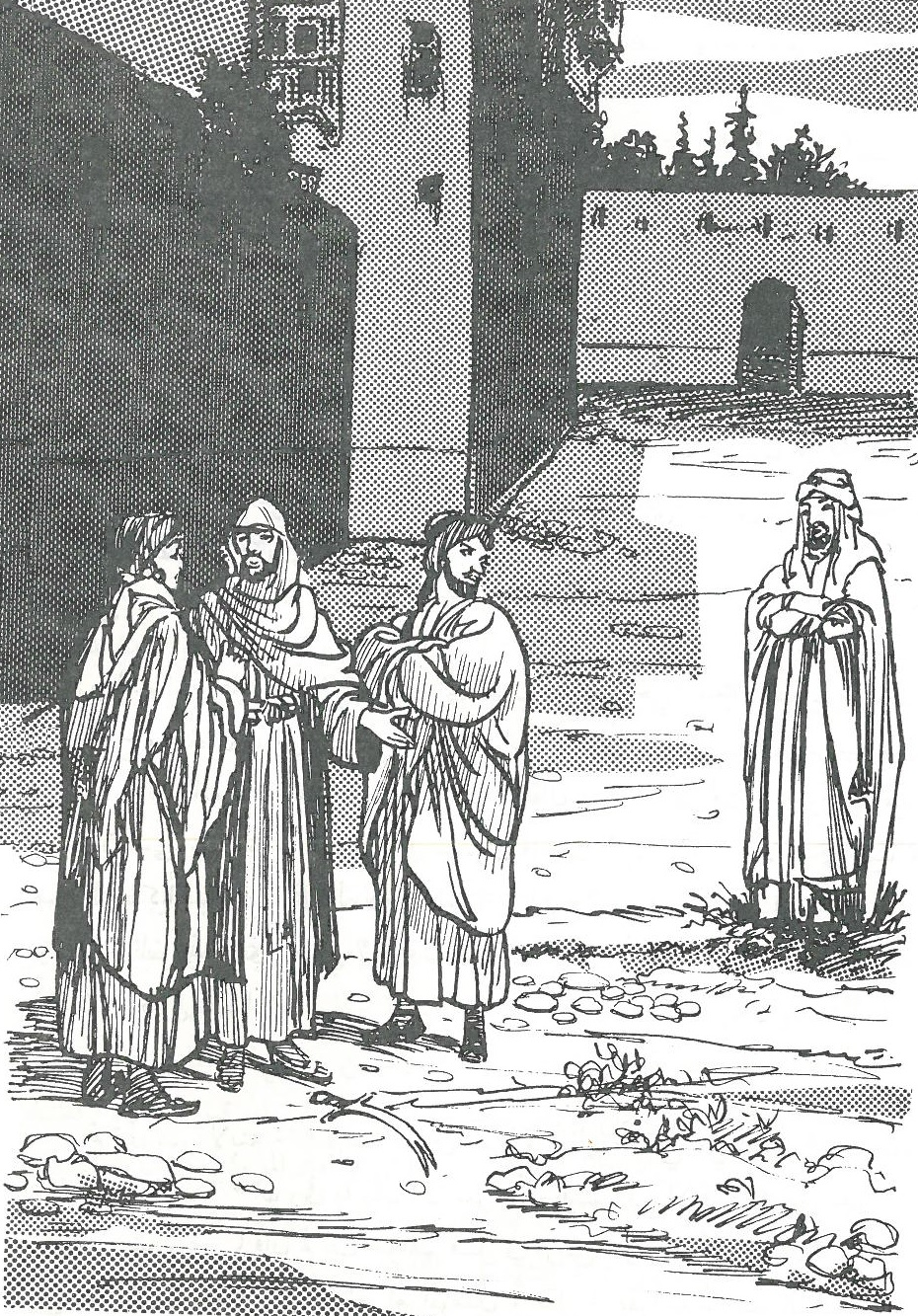
رسمٌ تخيُلي لِعبد الرحمن بن أبي بكر وقد رأى الهرمزان وفيروز وجفينة النصراني قُبيل مقتل عمر يتشاورون وقد سقط منهم خنجر ذو نصلين.

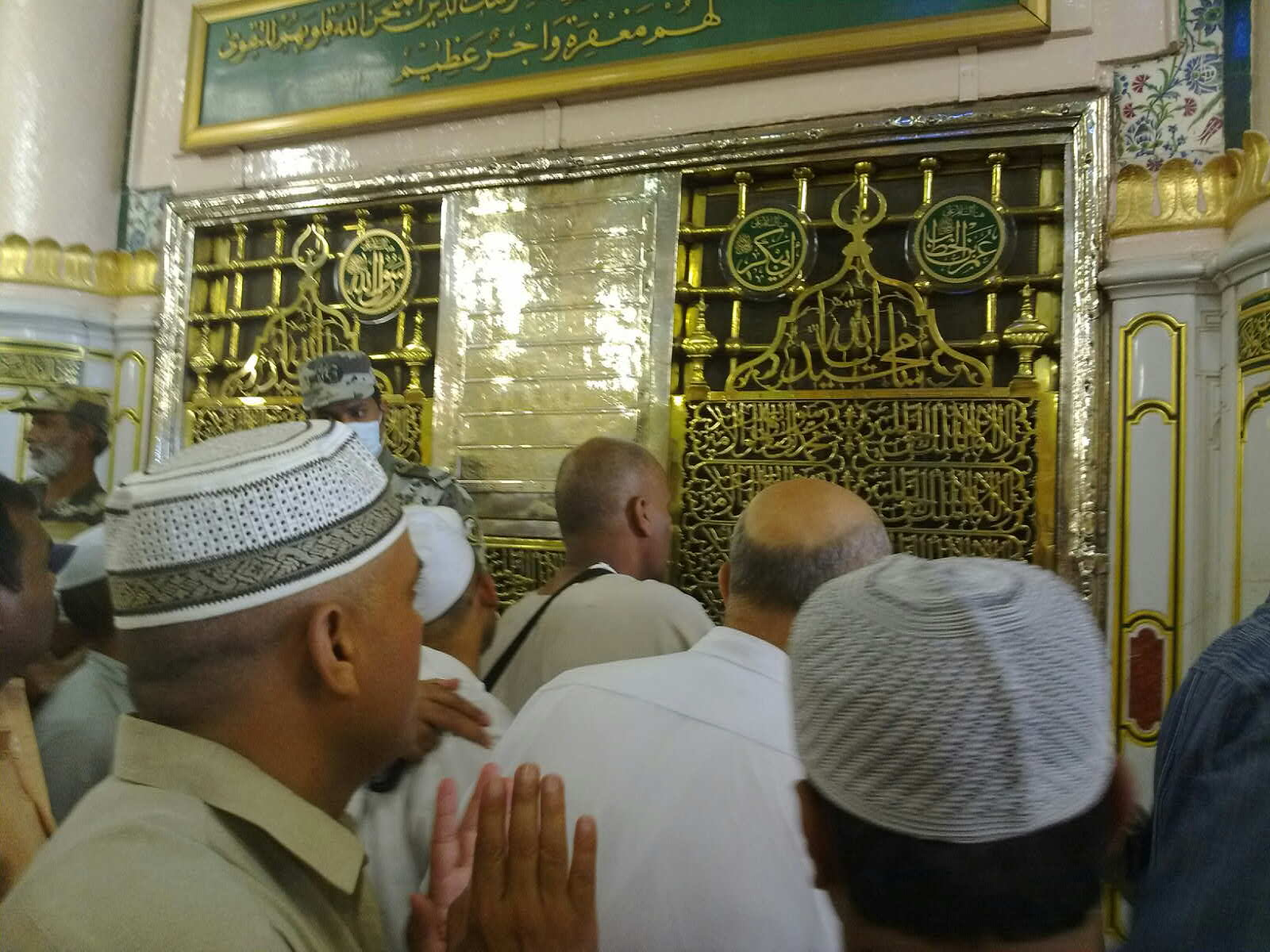
منظر أمامي لحجرة عائشة حيث دفن عمر بن الخطاب بجانب الرسول محمد وأبي بكر.

كان عدد من الفرس الذين بقوا على المجوسية يضمرون الحقد والكراهية لقائد الدولة الإسلامية التي دحرت جيوشهم وقضت على إمبراطوريتهم واسعة الأطراف، ففي شهر أكتوبر من سنة 644 اتجه عمر لأداء الحج في مكة حيث يُعتقد أن مخططي الاغتيال اتبعوه حتى جبل عرفة، حيث سُمع صوت يهتف أن عمرَ لن يقف مرة أخرى على الجبل، وفي رواية أخرى شوهد رجل وهو يهتف أن هذا حج الخليفة الأخير، وفي أخرى أن إحدى الجمرات أصابت رأس ابن الخطاب خلال الرجم وسُمع صوت أحدهم يقول أنه لن يحج مجددًا. وفي جميع الأحوال، يتفق المؤرخون أنه بعد عودة عمر بن الخطاب إلى المدينة المنورة طعنه أبو لؤلؤة فيروز الفارسي بخنجر ذات نصلين ست طعنات، وهو يُصلي الفجر بالناس، وكان ذلك يوم الأربعاء 26 ذي الحجة سنة 23 هـ، الموافق لسنة 644 م، ثم حُمل إلى منزله والدم يسيل من جرحه وذلك قبل طلوع الشمس. وحاول المسلمون القبض على القاتل فطعن ثلاثة عشر رجلاً مات منهم ستة، فلما رأى عبد الرحمن بن عوف ذلك ألقى رداءً كان معه على أبي لؤلؤة فتعثر مكانه وشعر أنه مأخوذ لا محالة فطعن نفسه منتحرًا. وبذلك دفن أبو لؤلؤة فيروز الفارسي، أخبار المؤامرة والدوافع إليها، فاختلفت الروايات حسب ما يستنتجهُ المؤرخون.
من أبرز الروايات والاستنتاجات التي قيلت حول حادثة اغتيال عمر بن الخطاب، أن الأخير كان قد حرّم على المشركين الذين بلغوا الحلم أن يدخلوا المدينة المنورة لما انطوت عليه قلوبهم من ضغائن وأحقاد ضد الإسلام، ولكن المغيرة بن شعبة عامله على الكوفة كتب إليه يطلب منهُ الإذن بدخول غُلام له اسمه فيروز، ويُكنى بأبي لؤلؤة، لينتفع به المسلمون لأنه كان يتقن عدة صناعات فهو حداد ونجار ونقاش فوافق عمر، وذات يوم اشتكى أبو لؤلؤة لعمر أن المغيرة يفرض عليه خراجًا كبيرًا، فلما سمع منه عمر قال له إن خراجك ليس بالكبير على ما تقوم به من أعمال، فاغتاظَ أبو لؤلؤة المجوسي من ذلك، وأضمرَ الشرَ والحقد عدة أيام ثم ترجمه بطعن الخليفة. ويستند القائلون بهذه الرواية إلى القصة التي تقول أن عبد الرحمن بن أبي بكر، وهو رجل صالح ثقة، شهد أنه رأى الهرمزان وفيروز وجفينة النصراني ليلة الحادث يتشاورون فلما فوجئوا به اضطربوا وسقط منهم خنجر ذو نصلين وشهد عبد الرحمن بن أبي بكر أنه نفس الخنجر الذي طعن به عمر. أما الهرمزان فكان من ملوك المجوس الفرس على منطقة الأحواز، وقد أسره المسلمون وعفا عمر عنهُ بعد نكثه العهد مرارًا، وكان الحقد يملأ قلبه لأنه فقد مُلكه، وعندما شعرَ بالخطر أظهر الإسلام، ولكن الناس كانوا يشكون في إسلامه. وأما جفينة النصراني فهو من مسيحيي الحيرة أرسله سعد بن أبي وقاص إلى المدينة ليعلم أبناءها القراءة والكتابة. وقال بعض المؤرخين أنه كان لليهود دور في المؤامرة، واستدلوا على ذلك بأن كعب الأحبار، وكان يهوديًا من أهل اليمن أسلم في عهد عمر وأفاض على الناس من أخبار الإسرائيليات، وترجع كثير من إسرائيليات التفسير لروايته، فلما جاء كعب هذا لعمر قبل مقتله بثلاثة أيام، فقال له: «يا أمير المؤمنين اعهد فإنك ميت في ثلاثة أيام»، فقال عمر: «وما يدريك؟»، قال: «أجد في كتاب الله عز وجل التوراة»، قال عمر: «الله! إنك لتجد عمر بن الخطاب في التوراة؟»، قال: «اللهم لا ولكني أجد صفتك وحليتك، وأنه قد فنى أجلك». وهذه الرواية إن صحت تجعل الكثير يشكون في كون كعب هذا خلع في المؤامرة لكن هذه الرواية على الأغلب لم تصح.

### الشورى واستخلاف خليفته
مما لا شك فيهِ أنَ عمر بن الخطاب أثبتَ مدى حكمتهِ وهو على فراش الموت، عندما أرسى القاعدة الأساسية في الحكم، والتي دعا الإسلام إليها على أساس مبدأ الشورى. وكان عمر يفكر في البداية في أبي عبيدة بن الجراح أو سالم مولى أبي حذيفة ولكنهما توفيا قبله وقال: «لو كان أبو عبيدة بن الجراح حيًا استخلفته، فإن سألني ربي قلت: "سمعت نبيك يقول: أنه أمين هذه الأمة"، ولو كان سالم مولى أبي حُذيفة حيا استخلفته، فإن سألني ربي قلت: "سمعت نبيك يقول: أن سالمًا شديد الحب لله"»، فقال له أحد المسلمين: «استخلف ابنك عبد الله». فقال: «قاتلك الله، والله ما أردت الله بذلك، ويحك لا إرب لنا في أموركم، ما حمدتها لنفسي فأرغبها لواحد من أهل بيتي، إن كان خيرًا فقد أصبنا منه، وإن كان شرًا فحسب آل عمر أن يُحاسب منهم رجلٌ واحد ويُسأل عن أمر أمة محمد. لقد أجهدت نفسي وحرمت أهلي، وإن نجوت لا عليَّ ولا لي، فإني إذا لسعيد.»
بناءً على هذا أوصى عمر أن يكون الأمر شورى بعده في ستة ممن توفي النبي محمد وهو عنهم راضٍ وهم: عثمان بن عفان، علي بن أبي طالب، طلحة بن عبيد الله، الزبير بن العوام، عبد الرحمن بن عوف، وسعد بن أبي وقاص. ولم يذكُر عمر بن الخطاب في الشورى، سعيد بن زيد بن عمرو بن نفيل، رغم أنه أحد العشرة المشهود لهم بالجنة، وذلك لكونهِ ابن عمه. كما أمر بحضور ابنه عبد الله مع أهل الشورى ليشير بالنصح دون أن يكون له من الأمر شيء، ثم أوصى صهيب بن سنان أن يصلي بالمسلمين ثلاثة أيام حتى تنقضي الشورى. ماتَ عمر بن الخطاب بعد ثلاثة أيام من طعنهِ، ودُفن صباح يوم الأحد أول محرم سنة 24 هـ، الموافق لسنة 644 م، بالحجرة النبوية إلى جانب أبي بكر الصديق والنبي محمد، وكان عمره خمسًا وستين سنة. وكانت خلافته عشر سنين وستة أشهر وأربعة أيام وقيل عشر سنين وخمسة أشهر وإحدى وعشرين ليلة، وقد استطاع في هذه الفترة القصيرة أن يُرسي قواعد الدولة الإسلامية الأولى التي أنشأها النبي محمد ﷺ.

### وصية عمر للخليفة من بعده
أوصى عمر بن الخطاب الخليفة من بعده فقال:
«أوصيك بتقوى الله وحده لا شريك له، وأوصيك بالمهاجرين الأوَّلين خيرًا: أن تعرف لهم سابقتهم. وأوصيك بالأنصار خيرًا؛ فاقبل من مُحسنهم وتجاوز عن مُسيئهم. وأوصيك بأهل الأمصار خيرًا؛ فإنّهم ردء العدو، وجباة الأموال والفيء لا تحمل فيئهم إلا عن فضلٍ منهم. وأوصيك بأهل البادية خيرًا؛ فإنّهم أصل العرب، ومادّة الإسلام: أن تأخذ من حواشي أموال أغنيائهم، فتُردَّ على فقرائهم. وأوصيك بأهل الذّمّة خيرًا: أن تقاتل من ورائهم، ولا تكلفهم فوق طاقتهم، إذا أدَّوا ما عليهم للمؤمنين طوعا، أو عن يد وهم صاغرون. وأوصيك بتقوى الله وشدة الحذر منه، ومخافة مقته؛ أن يطَّلع منك على ريبة. وأوصيك أن تخشى الله في الناس ولا تخشى الناس في الله. وأوصيك بالعدل في الرّعية، والتفرُّغ لحوائجهم وثغورهم. ولا تُؤثِر غنيهم على فقيرهم، فإنّ ذلك -بإذن الله- سلامةٌ لقلبك وحطٌّ لوزرك، وخيرٌ في عاقبة أمرك، حتّى تُفضى من ذلك إلى مّن يعرف سريرتك، ويحول بينك وبين قلبك. وآمرك أن تشتدَّ في أمر الله، وفي حدوده ومعاصيه، على قريب الناس وبعيدهم، ثم لا تأخذك في أحدٍ الرّأفة حتى تنتهك منه مثل ما انتهك من حرمه، واجعل الناس سواءّ عندك، لا تبالي على مَنْ وجب الحق، ولا تأخذك في الله لومة لائم. وإياك والأثرة والمحاباة، فيما ولّاك الله مما أفاء الله على المؤمنين، فتجُور وتَظِلم، وتحرم نفسك من ذلك ما قد وسَّعه الله عليك.
وقد أصبحت بمنزلةٍ من منازل الدنيا والآخرة، فإن اقترفت لدنياك عدلا وعفّة عمّا بسط الله لك؛ اقترفت به إيمانًا ورضوانًا، وإن غلبك عليه الهوى ومالت بك شهوة، اقترفت به سُخط الله ومعاصيه. وأوصيك ألا ترخص لنفسك ولا لغيرك في ظلم أهل الذّمّة، وقد أوصيتك وحضضتك ونصحت لك، ابتغي بذلك وجه الله والدار الآخرة. واخترت من دلالتك ما كنت دالاً عليه نفسي وولدي، فإن عملت بالذي وعظتك، وانتهيت إلى الذي أمرتك، أخذت به نصيبًا وافيًا وحظا وافرا. وإن لم تقبل ذلك ولم يهمَّك، ولم تنزل معاظم الأمور عند الذي يرضى به الله عنك، يكن ذلك بك انتقاصًا، ورأيك فيه مدخولًا؛ لأن الأهواء مشتركة. ورأس كلُّ خطيئة، والدّاعي إلى كل هلكة إبليس، وقد أضلَّ القرون السالفة قبلك فأوردهم النّار، ولبئس الثمن أن يكون حظَّ امرئ موالاة لعدوّ الله، والداعي إلى معاصيه! ثم اركب الحق وخض إليه الغمرات، وكن واعظا لنفسك. وأناشدك الله لما ترحمت على جماعة المسلمين فأجللت كبيرهم، ورحمت صغيرهم، ووقَّرت عالمهم. ولا تضربهم فيذلوا، ولا تستأثر عليهم بالفيء فتغضبهم، ولا تحرمهم عطاياهم عند محلها فتفقرهم، ولا تجمِّرهم في البعوث فتقطع نسلهم، ولا تجعل المال دولة بين الأغنياء منهم، ولا تغلق بابك دونهم فيأكل قويهم ضعيفهم، هذه وصيتي إياك، وأشهد الله عليك، وأقرأ عليك السلام.»

### ما بعد الحادثة
اجتمع أهل الشورى في بيت المسور بن مخرمة، وقيل في حجرة عائشة، وقيل في بيت المال. ثم انحصر الأمر بين ثلاثة بعد أن فوّض الزبير ما يستحقه إلى علي، وفوّض سعد ما له إلى عبد الرحمن، وترك طلحة حقه إلى عثمان. ثم انخلع عبد الرحمن بن عوف ليختار بين اثنين: علي وعثمان، فأخذ يستشير المسلمين سرًا وجهرًا، فرادى ومثنى ومجتمعين، مدة ثلاثة أيام بلياليها. ثم اجتمع المسلمون في المسجد، ووقف عبد الرحمن بن عوف تحت المنبر وبايع عثمان بن عفان ثم بايعه علي بن أبي طالب والمسلمون في 3 محرم سنة 24 هـ، الموافق لسنة 644م.

## شخصية عمر بن الخطاب

### هيئته الخارجية
كان عمر بن الخطاب أبيض البشرة تعلوه حمرة، وقيل أنه صار أسمر في عام الرمادة حيث أصابته مع المسلمين مجاعة شديدة. وكان حسن الخدين، أصلع الرأس. له لحية مقدمتها طويلة وتخف عند العارضيان وقد كان يخضبها بالحناء وله شارب طويل. وكان في وجهه خطان أسودان من البكاء لشدة خشيته من الله، أما شاربه فقيل أنه كان طويلاً من أطرافه وقد روى الطبراني، قال: «حدثنا عبد الله بن أحمد بن حنبل حدثني أبي ثنا إسحق بن عيسى الطباع قال: "رأيت مالك بن أنس وافر الشارب فسألته عن ذلك فقال حدثني زيد بن أسلم عن عامر بن عبد الله بن الزبير أن عمر بن الخطاب كان إذا غضب فتل شاربه ونفخ"». وكان طويلاً جسيماً تصل قدماه إلى الأرض إذا ركب الفرس يظهر كأنه واقف وكان أعسراً سريع المشي.

### علمه وموافقات القرآن له
كان عمر قد أوتي من العلم ما فاق به الكثير من الصحابة، وقد شهد له بذلك النبي محمد فقال: «بينا أنا نائم أوتيت بقدح لبن فشربت حتى إني لأرى الري يخرج في أظفاري، ثم أعطيت فضلي عمر بن الخطاب، قالوا: فما أولته يا رسول الله؟ قال: العلم». وقال أيضًا: «بينا أنا نائم رأيت الناس عرضوا عليَّ وعليهم قُمص، فمنها ما يبلغ الثدي، ومنها ما يبلغ دون ذلك، وعُرض عليَّ عمر وعليه قميص اجتره، قالوا: فما أولته يا رسول الله؟ قال: الدين».
فقد كان عمر بن الخطاب فقيهًا وكان عبقريًا ملهمًا، متوقد الذكاء، سريع البديهة، وقد قال فيه عبد الله بن مسعود: إني لأحسب عُمر قد ذهب بتسعة أعشار العلم، وقد رأى النبي فيه وفي أبي بكر رؤيا فقال: «رَأَيْتُ النَّاسَ اجْتَمَعُوا، فَقَامَ أَبُو بَكْرٍ فَنَزَعَ ذَنُوبًا أَوْ ذَنُوبَيْنِ، وَفِي نَزْعِهِ ضَعْفٌ وَاللَّهُ يَغْفِرُ لَهُ، ثُمَّ قَامَ عُمَرُ فَاسْتَحَالَتْ غَرْبًا فَأَرْوَى فَلَمْ أَرَ عَبْقَرِيًّا مِنَ النَّاسِ يَفْرِي فَرْيَهُ حَتَّى ضَرَبَ النَّاس بِعَطَنٍ»، والتي وقع تأويلها في خلافة عمر.
وكان عمر يحرص على الزواج رغبةً في الولد وتكثير النسل، فكلما سرح واحدةً من نسائه الأربع أو تموت يأتي بأخرى مكانها، حتى بلغ عدد زوجاته أربع عشرة امرأة، وكان له من الولد عشرةٌ من البنين وسبعةٌ من البنات، وكان يقول: إني لأكره نفسي على الجِماع رجاء أن يخرج الله مني نسمةً تسبح الله. ومن أعظم ما تميز به عمر نزول عددٍ من آيات القرآن موافقةً لرأيه، فقد قال ابن عمر:«ما نزل بالناس أمرٌ قط فقالوا فيه وقال فيه عمر؛ إلا نزل فيه القرآن على نحو ما قال عمر». ومن الآيات التي نزلت موافقةً لرأى عمر ما أخبر به هو عن نفسه، فقال:«وافقت ربي في ثلاث؛ قلت: يا رسول الله، لو اتخذت من مقام إبراهيم مصلى، فنزلت: وَاتَّخِذُوا مِنْ مَقَامِ إِبْرَاهِيمَ مُصَلًّى البقرة: 125. وقلت: يا رسول الله، لو أمرت نساءك أن يحتجبن؛ فإنه يكلمهن البر والفاجر، فنزلت آية الحجاب. واجتمع نساء النبي ﷺ في الغيرة عليه، فقلتُ لهن: عسى ربه إن طلقكن أن يبدله أزواجًا خيرًا منكن، فنزلت هذه الآية». ومن القضايا التي نزل فيها القرآن موافقًا لرأي عمر قضية أسرى بدر؛ قال ابن عباسٍ: «فلما أسروا الأُسارى قال رسول الله ﷺ لأبى بكرٍ وعمر: ما ترون في هؤلاء الأُسارى؟ فقال أبو بكر: يا نبي الله، هم بنو العم والعشيرة، أرى أن تأخذ منهم فدية فتكون لنا قوةً على الكفار، فعسى الله أن يهديهم للإسلام، فقال رسول الله ﷺ: ما ترى يا ابن الخطاب؟ فقال عمر: لا والله يا رسول الله، ما أرى الذى رأى أبو بكر، ولكنى أرى أن تمكننا فنضرب أعناقهم، فتمكن عليًّا من عقيل فيضرب عنقه، وتمكنني من فلان وهو نسيبٌ لي فأضرب عنقه؛ فإن هؤلاء أئمة الكفر وصناديدها، فهوى رسول الله ﷺ ما قال أبو بكر ولم يهو ما قال عمر، فلما كان من الغد جاء عمر فإذا رسول الله وأبو بكرٍ قاعدين يبكيان، فقال: يا رسول الله، أخبرني من أي شيء تبكي أنت وصاحبك؟ فإن وجدت بكاءً بكيت، وإن لم أجد بكاء تباكيت لبكائكما، فقال رسول الله ﷺ: أبكي للذي عرض على أصحابك، من أخذهم الفداء، لقد عُرض عليا عذابهم أدنى من هذه الشجرة، وأنزل الله : ﴿مَا كَانَ لِنَبِيٍّ أَنْ يَكُونَ لَهُ أَسْرَى حَتَّى يُثْخِنَ فِي الْأَرْضِ تُرِيدُونَ عَرَضَ الدُّنْيَا وَاللَّهُ يُرِيدُ الْآخِرَةَ وَاللَّهُ عَزِيزٌ حَكِيمٌ ۝٦٧ لَوْلَا كِتَابٌ مِنَ اللَّهِ سَبَقَ لَمَسَّكُمْ فِيمَا أَخَذْتُمْ عَذَابٌ عَظِيمٌ ۝٦٨ فَكُلُوا مِمَّا غَنِمْتُمْ حَلَالًا طَيِّبًا وَاتَّقُوا اللَّهَ إِنَّ اللَّهَ غَفُورٌ رَحِيمٌ ۝٦٩﴾الأنفال:الآيات67؛69». ووافق القرآن قول عمر في مسألة تحريم الخمر، وعدم الصلاة على زعيم المنافقين عبد الله بن أُبى بن سلول.

### في السياسة

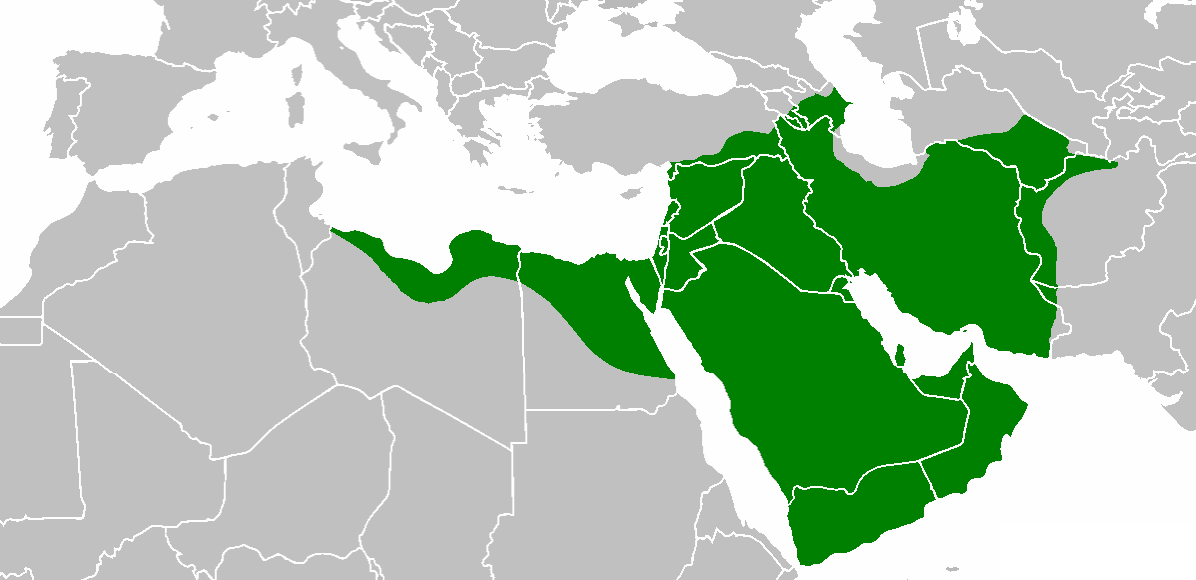
الدولة الإسلامية في ذروة اتساعها خلال عهد عمر بن الخطاب.

يُعتبر عمر بن الخطاب أحد أبرز عباقرة السياسة عبر التاريخ، وفي إحدى الاستبيانات احتل المرتبة الثانية والخمسين ضمن قائمة أكثر الشخصيات تأثيرًا في تاريخ البشرية. كان عمر لا يتعاطى السياسة خلال عهد النبي محمد، أما بعد وفاة الأخير، أظهر عمر حنكة وبراعة في شؤون السياسة، فكان له الفضل في جعل الكثير من الصحابة يُبايعون أبا بكر بالخلافة، وكان طيلة عهده يعاونه في شؤون الحكم وإدارة الدولة المتنامية يومًا بعد يوم. وبعد وفاة أبو بكر ومبايعة عمر الخلافة، استطاع أن يكسب تأييد الكثير من القبائل البدوية بعد أن أطلق سراح جميع سجنائهم الذين اعتقلوا خلال حروب الردة. وكان لمهارته في الخطابة أثر كبير في ازدياد شعبيته بين الناس، وبالأخص الطبقات الفقيرة والمحرومة في المجتمع الإسلامي الفتيّ. أثبت عمر بن الخطاب كفائته في إدارة شؤون الدولة خلال عام القحط الذي وقعت البلاد خلاله في مجاعة عظيمة، فتمكن بفضل اتباعه لأساليب فعّآلة ديناميكية من إنقاذ ملايين الأشخاص من الموت. وأكثر ما يشهد لابن الخطاب ببراعته في حكم الدولة، إنشائه لبنيان إداري متين تمكن بواسطته من حكم دولة مترامية الأطراف ومتعددة القوميات، وإبقائها متماسكة موحدة لفترة استمرت سنين طويلة بعد وفاته، وكذلك إعجاب وتعلّق أبناء الأراضي المفتوحة حديثًا به لانتهاجه سياسة التسامح الديني التي يدعو إليها القرآن، مع أهل الكتاب خاصةً، ولفرضه ضرائب عليهم أقل مما كانوا يدفعونه للحكام الروم والفرس خلال العهد السابق للإسلام، ولإبقائه عدد من حكّام الولايات من أهل تلك البلاد في مناصبهم، ولمنعه الاقتتال بين الطوائف الدينية الكتابية. وكان عمر بن الخطاب شديدًا مع عمال الدولة الإسلامية، فكان يوصيهم بأهالي الأقاليم خيرًا، فيروي الطبري أن عمر بن الخطاب خطب الناس يوم الجمعة فقال: «اللهم إني أشهدك على أمراء الأمصار، إني إنما بعثتهم ليعلموا الناس دينهم وسنة نبيهم، وأن يقسموا فيهم فيئهم، وأن يعدلوا، فإن أشكل عليهم شيء رفعوه إلي». وكان إذا استعمل العمال على الأقاليم خرج معهم يشيعهم ويوصيهم فيقول: «إني لم أستعملكم على أشعارهم ولا على أبشارهم، وإنما استعملتكم عليهم لتقيموا بهم الصلاة، وتقضوا بينهم بالحق، وتقسموا بالعدل، وإني لم أسلطكم على أبشارهم ولا أشعارهم، ولا تجلدوا العرب فتذلوها، ولا تجمروها فتفتنوها، ولا تغفلوا عنها فتحرموها، جردوا القرآن، وأقلوا من رواية محمد ﷺ وأنا شريككم».
وكان عمر بن الخطاب يُتابع أمور الدولة بنفسه على الدوام، فلم يكتفي بأن يحسن اختيار عماله، بل كان يبذل أقصى الجهد لمتابعتهم بعد أن يتولوا أعمالهم ليطمئن على حسن سيرتهم ومخافة أن تنحرف بهم نفوسهم، وكان شعاره لهم: «خير لي أن أعزل كل يوم واليًا من أن أبقي ظالمًا ساعة نهار». كما استمر يطلب منهم على الدوام أن يرسلوا وفدًا من أهل البلاد ليسألهم عن بلادهم، عن الخراج المفروض عليهم ليتأكد بذلك من عدم ظلمهم، ويطلب شهادتهم. ومن شدّة حرصه على إقامة العدل في البلاد، فكّر قبل مقتله أن يجول على الولايات شخصيًّا لمراقبة العمال، ويتفقد أحوال الرعية، وقال: «لئن عشت إن شاء الله لأسيرن في الرعية حولاً، فإني أعلم أن للناس حوائج تقطع دوني، أما عمالهم فلا يرفعونها إليّ، وأما هم فلا يصلون إليّ، فأسير إلى الشام فأقيم بها شهرين، ثم أسير إلى الجزيرة فأقيم بها شهرين، ثم أسير إلى الكوفة فأقيم بها شهرين، ثم أسير إلى البصرة فأقيم بها شهرين». كما كان عمر بن الخطاب يخشى انتشار كبار الصحابة في المناطق التي انتشر فيها الإسلام حيث إغراء الدنيا بامتلاك الضياع وافتتان المسلمين بهم مما يوفر لكل منهم الأرض والمال والأتباع فيكون لنفسه دولة داخل الدولة، فتضيع بذلك الخلافة وينقسم المسلمون. لذلك كان يقول لهم: «إني أخاف أن تروا الدنيا وأن يراكم أبناؤها». وكان هذا هو السبب وراء عزل عمر لخالد بن الوليد بعد أن فُتن الناس به وتحدثوا عن انتصاراته في الشام والعراق، فتغنّى الشعراء بفعاله، فوهبهم خالد من ماله وأغدق عليهم، ولمّا بلغه أن الخليفة عزله، اتجه للمدينة المنورة للقاء عمر، محتجًا على ما اعتبره ظلمًا، إلا أن عمر أصر على قراره، ونُقل عنه أنه قال: «إني لم أعزل خالدًا عن سخطة ولا خيانة، ولكن الناس فتنوا به، فخفت أن يوكلوا إليه ويُبتلوا به. فأحببت أن يعلموا أن الله هو الصانع، وألا يكونوا بعرض فتنة.»

### عسكريته

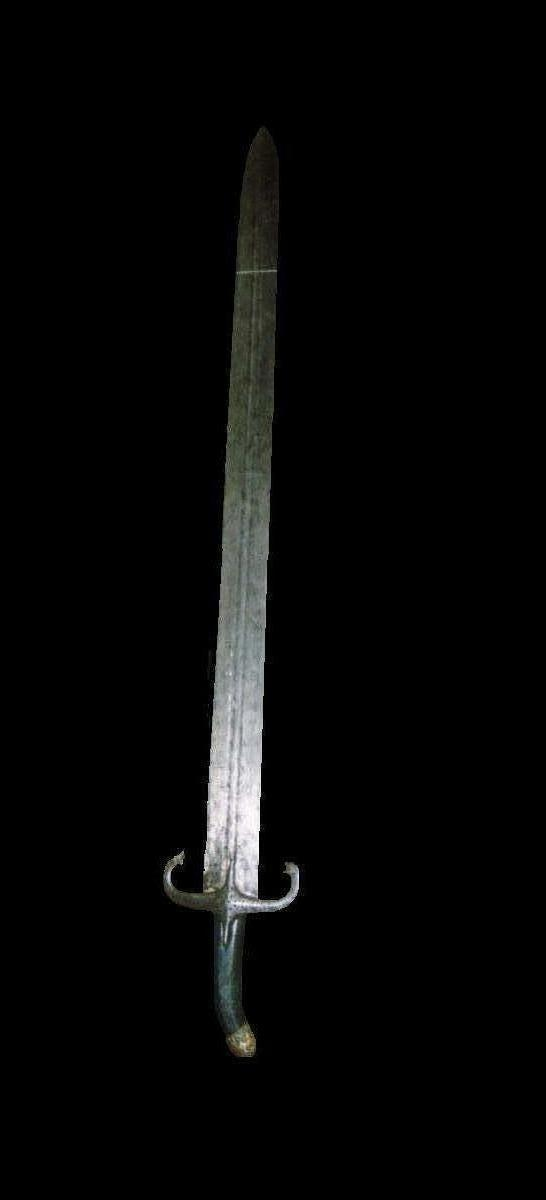
السيف ذو الوشاح سيف عمر بن الخطاب.

اشتهر عمر بن الخطاب بقوته البدنية الهائلة، فكان إذا ضرب أوجع، يُصارع الفتيان في سوق عكاظ فيصرعهم، وقد طغت عليه هذه السمعة أكثر مما طغت عليه سمعته كمبارز بالسيف، لكن أكثر ما اشتهر به في كتب التاريخ كان استراتيجياته العسكرية الباهرة، التي وضعته ضمن قائمة أبرز العسكريين في التاريخ. لعب عمر وخالد بن الوليد دور أساسي في رسم الاستراتيجية العسكرية لجيوش المسلمين خلال حروب الردة، لكن عبقرية الأول العسكرية لم تتجلى إلا عام 636م عندما تمكن من تفكيك الحلف الفارسي البيزنطي، بعد أن أبرم الإمبراطور هرقل والشاه يزدجرد الثالث اتفاقًا تعاهدا خلاله على السير معًا ومواجهة المسلمين عدوهم المشترك. وقد استغل عمر بن الخطاب عدم مقدرة الشاه الفارسي على الوصول بجيوشه في فترة متزامنة مع وصول جيش الروم، فهاجمهم ودفعهم إلى القتال وهم ما زالوا غير مستعدين. وقد فعل ذلك عبر دفعه بفرق صغيرة من الجنود إلى خطوط الجيش البيزنطي، واستمر يفعل ذلك حتى بدا للروم وكأن سيلاً متدفقًا من الإمدادات يصل تباعًا إلى المسلمين، فانقضوا عليهم على الرغم من ممانعة الإمبراطور هرقل، فوقعوا في الفخ الذي نُصب لهم، وتم الفوز للمسلمين. كذلك أقدم عمر على نقل قسم من جيش الشام إلى العراق حتى يلقى جحافل الفرس إلى جانب جيش العراق، وقد أثبتت هذه الخطة مدى كفاءتها عندما أنزل جنود الشام المخضرمين هزيمة قاسية بالفرس في معركة القادسية الحاسمة.
كان لاستراتيجية عمر بن الخطاب وبعد نظره أثر كبير في فوز المسلمين خلال معركة حمص الثانية سنة 638 م، عندما قام مسيحيو الجزيرة الفراتية من العرب، بمهاجمة جناح الجيش الإسلامي بمعاونة الروم، فأخذوا المسلمين على حين غرّة ثم ضربوا الحصار على المدينة. فأمر عمر بتحريك جيش العراق وفتح بلاد نصارى العرب المُشاركين في الهجوم، أي الجزيرة، ليُشتت قواتهم ويُفرقها، فهاجم المسلمون تلك البلاد، مما جعل المُحاصرين يلتفتون ناحية وطنهم للدفاع عنه، لكن عمرَ أرسل إلى سعد بن أبي وقاص قائد جيش العراق أن يُرسل إلى حمص مددًا عسكريًا ليضغط على العدو ويُشتت قواتهم أكثر فأكثر، وقد أقدم على قيادة فرقة عسكرية بنفسه وسار بها من المدينة المنورة إلى حمص، ولمّا بلغ مسامع المحاصرين قدوم تلك الأعداد الهائلة من الجنود، انسحبوا عائدين إلى ديارهم، فتمكن المسلمون من الحفاظ على حمص وفتحوا قسمًا من بلاد مابين النهرين وأرمينية.
يُعد فتح جميع أراضي الإمبراطورية الفارسية الساسانية أهم إنجازات عمر بن الخطاب العسكرية على الإطلاق. كان عمر بن الخطاب قد هادن الفرس بضع سنوات جعل خلالها من جبال زاغروس الحد الفاصل بين أراضي الدولة الإسلامية والإمبراطورية الفارسية، وبعد أن استراح الجيش وعاود الجنود استعدادهم، أمر الخليفة بمهاجمة الفرس مجددًا، فتمكن المسلمون من هزيمتهم الهزيمة الكبرى في معركة نهاوند، ثم انطلقوا يفتحون جميع المدن والقلاع الحصينة، وكانت إستراتيجية ابن الخطاب تتمثل في مهاجمة الأهداف مرارًا وتكرارًا من عدّة جوانب حتى تسقط، وقد تمكن من فتح تخوم الإمبراطورية عبر مهاجمته مركزها أولاً، فعزل بذلك أذربيجان وفارس الشرقية، ثم أصدر أوامره بالهجوم عليها، فسقطت دون عناء كبير، ثم حوّل أنظاره إلى سیستان وكرمان وفتحها، عازلاً بذلك خراسان. وفي المرحلة الأخيرة من فتح فارس، هاجم المسلمون خراسان وهزموا الفرس آخر هزيمة على ضفاف نهر جيحون، وهرب الشاه يزدجرد الثالث إلى آسيا الوسطى.

### مواقفه وآراءه

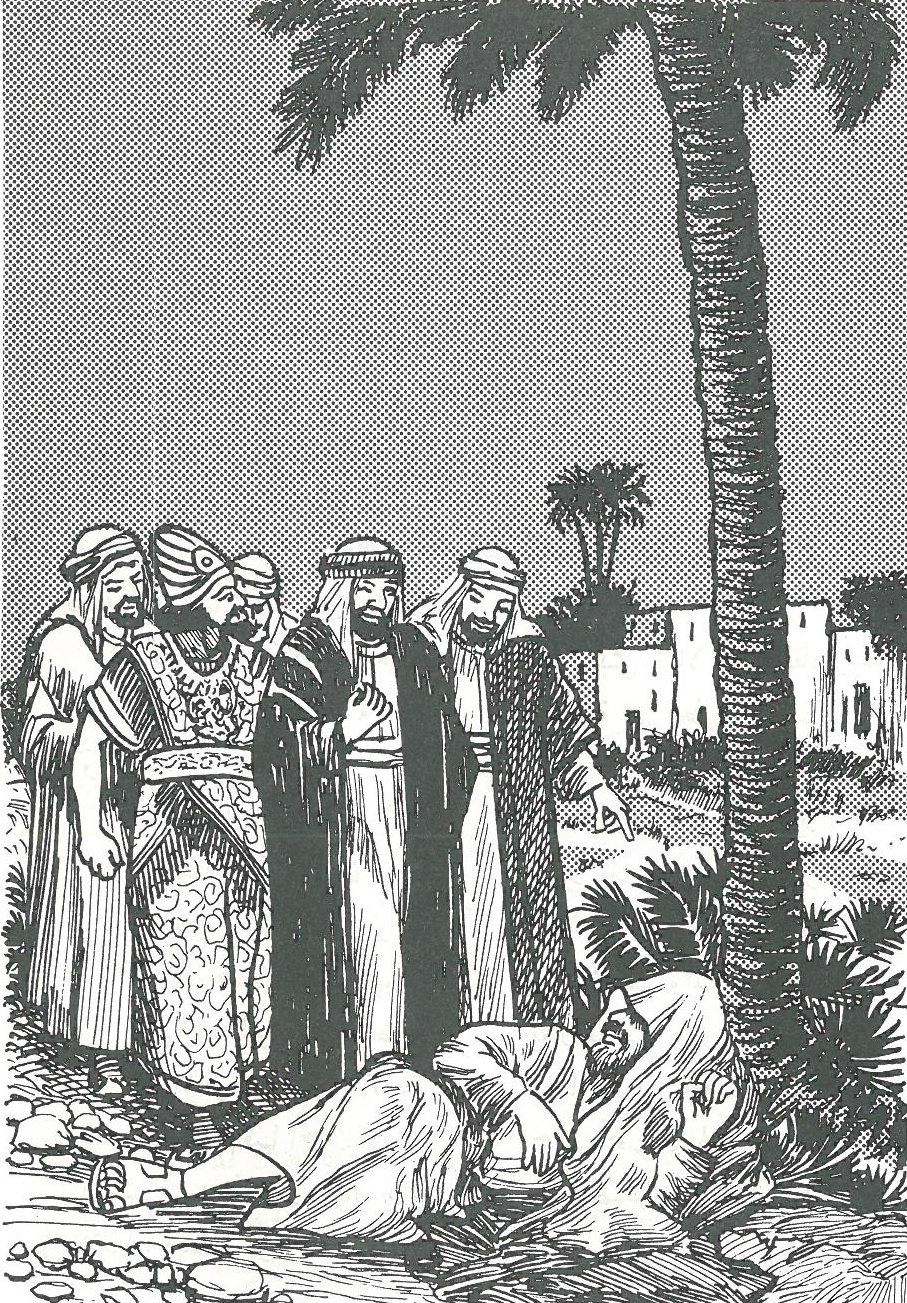
رسمٌ تخيُلي لِعُمر بن الخطَّاب نائمًا في ظل شجرة نخيل (لم تُصوَّر ملامحه احترامًا) وقد أُحضر رسول الفُرس أمامه. تُعد هذه إحدى أشهر الوقائع التاريخيَّة التي يُستدل فيها على ابتعاد عُمر بن الخطَّاب عن الأُبهة ومعيشة المُلوك.

يشتهر عمر بن الخطّاب عند أهل السنة والجماعة بكونه رجل مواقف، وصاحب أقوال وآراء بارزة ومهمة، فيرون أنه كان دائم الرقابة لله في نفسه وفي عماله وفي رعيته، بل إنه ليشعر بوطأة المسؤولية عليه حتى تجاه البهائم العجماء فيقول: «والله لو أن بغلة عثرت بشط الفرات لكنت مسؤولاً عنها أمام الله، وأخاف أن يسألني الله عنها: "لماذا لم تفتح لها الطريق يا عمر؟"»، ومن شدّة شعوره بالمسؤولية عن رعيته، حلف لما اشتد الجوع بالناس في عام الرمادة أن لا يأتدم بالسمن حتى يفتح على المسلمين عامه هذا، فصار إذا أكل خبز الشعير والتمر بغير أدم يقرقر بطنه في المجلس فيضع يده عليه ويقول : «إن شئت قرقر وإن شئت لا تقرقر، مالك عندي أدم حتى يفتح الله على المسلمين». وكان عمر يأمر قادته في الجهاد ألا يغزوا بالمسلمين، ولا ينزلوهم منزل هلكة، وقد خطب في ولاته في إحدى المرات فقال: «اعلموا أنه لا حلم أحب إلى الله ، ولا أعم من حلم إمام ورفيقه، وأنه ليس أبغض إلى الله ولا أعم من جهل إمام وخرقه، واعلموا أنه من يأخذ بالعافية فيمن بين ظهرانيه يرزق العافية فيمن هو دونه». وبلغ من درجة شعوره بالمسؤولية أنه لم يكن ينام إلا قليلاً، فكان ينعس وهو قاعد فقيل له: «يا أمير المؤمنين ألا تنام؟»، فقال: «كيف أنام؟ إن نمت بالنهار ضيعت أمور المسلمين، وإن نمت بالليل ضيعت حظي من الله عز وجل».

يرى أهل السنة والجماعة أن عمرَ كان رجلاً إيجابيًا، والإيجابية هي التفاعل مع الأحداث، والتأثير في سيرها، وعدم السكوت عن الفعل الشاذ، ومن هذا التعريف يستدلون على إيجابيته، فكان يأمر بالمعروف، وينهى عن المنكر، ويسعى للتغيير بكل الوسائل المتاحة، ما لم تتعارض مع دينه وعقيدته، ومن مظاهر إيجابيته عدم السكوت عن المشورة، وإن لم يكن ذلك مطلوبًا منه. وكان كذلك رجلاً متواضعًا يعيش، كما أبا بكر قبله، وعثمان وعلي بعده، حياةً بعيدة عن الأبّهة والترف، وكان يصرف على نفسه بما يربحه من التجارة، ولم يتخذ لنفسه قصرًا أو ملبسًا فاخرًا، ولم يعش حياة الملوك، ومن أبرز القصص التي يُستدل بها على ذلك، الرواية الشهيرة التي تقول أن رسولاً من الفرس اتجه إلى المدينة المنورة ليرى كيف يعيش ملكها وكيف يتعامل مع شعبه، ولمّا وصل واستدل على بيت الخليفة، وجده مبنيًا من طين وعليه شعر ماعز وضعه عمر لكي لا يسقط المطر فينهدم البيت على رأسه وأولاده، ولمّا سأل عن الخليفة، أشار الناس إلى رجل نائم تحت ظل شجرة، وفي ثوبه عدد من الرقع، وبدون أي حراسة، فتعجب من هذا المنظر ولم تصدق ما رأته عيناه وتذكر كسرى فارس وقصوره وحرسه وخدمه فقال قولته المشهورة: «حكمت فعدلت فأمنت فنمت يا عمر». كذلك يعتبر السنّة عمر بن الخطاب أحد أكثر الرجال عدلاً في التاريخ، ويؤكدون اعتقادهم بما نُقل عن الرسول محمد من أحاديث، منها ما رواه الإمام أحمد بن حنبل بسنده عَنْ أَبِي هُرَيْرَةَ قَالَ: «قَالَ رَسُولُ اللَّهِ ﷺ: "إِنَّ اللَّهَ جَعَلَ الْحَقَّ عَلَى لِسَانِ عُمَرَ وَقَلْبِهِ"». وما ورد في موطأ الإمام مالك بن أنس بسنده عَنْ سَعِيدِ بْنِ الْمُسَيَّبِ: 
| عمر بن الخطاب | إنَّ عُمَرَ بْنَ الْخَطَّابِ اخْتَصَمَ إِلَيْهِ مُسْلِمٌ وَيَهُودِيٌّ، فَرَأَى عُمَرُ أَنَّ الْحَقَّ لِلْيَهُودِيِّ، فَقَضَى لَهُ، فَقَالَ لَهُ الْيَهُودِيُّ: "وَاللَّهِ لَقَدْ قَضَيْتَ بِالْحَقِّ". فَضَرَبَهُ عُمَرُ بْنُ الْخَطَّابِ بِالدِّرَّةِ، ثُمَّ قَالَ: "وَمَا يُدْرِيكَ؟" فَقَالَ لَهُ الْيَهُودِيُّ: "إِنَّا نَجِدُ أَنَّهُ لَيْسَ قَاضٍ يَقْضِي بِالْحَقِّ إِلاَّ كَانَ عَنْ يَمِينِهِ مَلَكٌ وَعَنْ شِمَالِهِ مَلَكٌ يُسَدِّدَانِهِ، وَيُوَفِّقَانِهِ لِلْحَقِّ مَا دَامَ مَعَ الْحَقِّ، فَإِذَا تَرَكَ الْحَقَّ عَرَجَا وَتَرَكَاهُ" | عمر بن الخطاب |

 ومن القصص الأخرى التي وردت عن عدل عمر بن الخطاب، أن رجلاً قبطيًا أتاه يومًا من مصر يشكو إليه ضرب أحد أبناء عمرو بن العاص لابنه الذي كان يعمل في خدمته، عندما كانا يتسابقان على ظهر الخيل، معتمدًا على سلطان والده عمرو والي مصر. فقرر الرجل رفع الأمر إلى خليفة المسلمين الذي سمع بعدله مع الجميع، حتى يأخذ بحق ولده، ولمّا تبين لعمر صحة كلامه، كتب إلى عمرو بن العاص أن يحضر إلى المدينة المنورة بصحبة ابنه، فلما حضر الجميع أمامه، ناول عمر الغلام القبطي سوطًا وأمره أن يقتص لنفسه من ابن عمرو بن العاص، فضربه حتى رأى أنه قد استوفى حقه وشفا ما في نفسه. ثم قال له عمر: «لو ضربت عمرو بن العاص ما منعتك؛ لأن الغلام إنما ضربك لسلطان أبيه»، ثم التفت إلى عمرو بن العاص قائلاً: «متى استعبدتم الناس وقد ولدتهم أمهاتهم أحرارا؟». يعدّ أهل السنّة عمر أيضًا أحد أكثر الرجال بعدًا للنظر، ومن أشهر الروايات التي يستدلون بها على ذلك، تلك التي جاء فيها تصرفه عندما كان في زيارة لكنيسة القيامة في القدس. فبعد فتح المدينة، دعاه البطريرك صفرونيوس لتفقد كنيسة القيامة، فلبى دعوته، وأدركته الصلاة وهو فيها فتلفت إلى البطريرك وقال له «أين أصلي؟»، فقال «مكانك صلِ»، فقال: «ما كان لعمر أن يُصلّي في كنيسة القيامة فيأتي المسلمون من بعدي ويقولون هنا صلى عمر ويبنون عليه مسجدًا». وابتعد عنها رمية حجر وفرش عباءته وصلى. فيعتبرون أن عمر خاف من نشوب صراع بين المسلمين والمسيحيين على ملكية الكنيسة من بعده، وأن يكون لهذا الصراع نتائج لا تُحمد عُقباها، فيؤدي ذلك إلى تشويه صورة الإسلام وأهله.

## اللقب والكنية

### الفاروق
لقبه «الفاروق» وكنيته «أبو حفص»، أما كنيته، فقد قيل أن الرسول محمد كنّاه بذلك يوم بدر ويرجع سبب إطلاق المسلمين السنّة لقب «الفاروق» على عمر ابن الخطاب، لأنه حسب الروايات أنه أظهر الإسلام في مكة وفرّق بين الحق والباطل. وكان الناس يهابونه، فعندما آمن وجاء إلى الرسول في دار الأرقم بن أبي الارقم قال له: «ألسنا على حق؟» قال: «بلى» قال: «والذي بعثك بالحق لنخرجن». وخرج المسلمون في صفين صف يتقدمه حمزة بن عبد المطلب وصف يتقدمه عمر فيعتبرون أن فرق الله به بين الكفر والإيمان. وقيل أول من سماه بذلك النبي محمد. فقد روى ابن عساكر في تاريخ دمشق وأبو نعيم في حلية الأولياء عن ابن عباس أنه قال:
وروى الطبري في تاريخه، وابن أبي شيبة في تاريخ المدينة وابن سعد وابن الأثير في أسد الغابة في معرفة الصحابة عن أبي عمرو ذكوان قال:« "قلت لعائشة: "من سمى عمر الفاروق؟" قالت: النبي صلى الله عليه وسلم".» وروى ابن عساكر في تاريخ دمشق والمتقي الهندي في كنز العمال عن النزال بن سبرة قال: «وافقنا من علي يومًا أطيب نفسًا ومزاجًا فقلنا يا أمير المؤمنين حدثنا عن عمر بن الخطاب قال: "ذاك امرؤ سماه الله الفاروق فرق به بين الحق والباطل".» وقيل سماه به أهل الكتاب. قال ابن سعد في الطبقات الكبرى: « قال ابن شهاب: "بلغنا أن أهل الكتاب كانوا أول من قال لعمر الفاروق، وكان المسلمون يأثرون ذلك من قولهم، ولم يبلغنا أن رسول الله ذكر من ذلك شيئاً ولم يبلغنا"» وقيل سماه به جبريل عليه السلام، رواه البغوي.

### أمير المؤمنين
على خلاف مع الشيعة، يرى أهل السنة أن عمر بن الخطاب أول من سُمي بأمير المؤمنين، فبعد وفاة النبي محمد خلفه أبو بكر والذي كان يُلقب بخليفة رسول الله كما يروي ذلك أهل السنة. فلما توفي أبو بكر أوصى للخلافة بعده لعمر بن الخطاب، فقيل لعمر «خليفة خليفة رسول الله». فاعترض عمر على ذلك قائلاً: «فمن جاء بعد عمر قيل له خليفة خليفة خليفة رسول الله فيطول هذا ولكن أجمعوا على اسم تدعون به الخليفة يدعى به من بعده الخلفاء» فقال بعض أصحاب الرسول: «نحن المؤمنون وعمر أميرنا». فدُعي عمر أمير المؤمنين.
وروى البخاري في الأدب المفرد والحاكم في المستدرك والطبراني في المعجم الكبير وغيرهم: أن عمر بن عبد العزيز سأل أبا بكر بن سليمان بن أبي حثمة: لم كان أبو بكر يكتب: من أبي بكر خليفة رسول الله، ثم كان عمر يكتب بعده: من عمر بن الخطاب خليفة أبي بكر، من أول من كتب: أمير المؤمنين؟ فقال: «حدثتني جدتي الشفاء، وكانت من المهاجرات الأول، وكان عمر بن الخطاب رضي الله عنه إذا هو دخل السوق دخل عليها، قالت: "كتب عمر بن الخطاب إلى عامل العراقين: أن ابعث إلي برجلين جلدين نبيلين، أسألهما عن العراق وأهله، فبعث إليه صاحب العراقين بلبيد بن ربيعة، وعدي بن حاتم، فقدما المدينة فأناخا راحلتيهما بفناء المسجد، ثم دخلا المسجد فوجدا عمرو بن العاص، فقالا له: يا عمرو، استأذن لنا على أمير المؤمنين عمر، فوثب عمرو فدخل على عمر فقال: السلام عليك يا أمير المؤمنين، فقال له عمر: ما بدا لك في هذا الاسم يا ابن العاص؟ لتخرجن مما قلت، قال: نعم، قدم لبيد بن ربيعة، وعدي بن حاتم، فقالا لي: استأذن لنا على أمير المؤمنين، فقلت: أنتما والله أصبتما اسمه، وإنه الأمير، ونحن المؤمنون"». فجرى الكتاب من ذلك اليوم. وقال الذهبي في «تاريخ الإسلام ووفيات المشاهير والأعلام»: قال الزهري: «أول من حيا عمر بأمير المؤمنين المغيرة بن شعبة».
في حين يرى الشيعة على أن علي بن أبي طالب هو أول من لقب بأمير المؤمنين. ويُروى كذلك أن عبد الله بن جحش الأسدي هو أول من سُمي بأمير المؤمنين في السرية التي بعثه فيها النبي محمد إلى نخلة حسب الأحاديث الصحيحة الواردة في كتب السنة

## أزواجه وذريته
تزوج وطلق ما مجموعه سبع نساء في الجاهلية والإسلام وله ثلاثة عشر ولدًا، أما نسائه فهن:
قبل الإسلام
- قريبة بنت أبي أمية بن المغيرة بن مخزوم المخزومية القرشية، أخت أم سلمة، بقيت قريبة على شركها، وقد تزوجها عمر في الجاهلية، فلما أسلم عمر بقيت هي على شركها زوجة له، حتى نزلت الآية: ﴿يَا أَيُّهَا الَّذِينَ آمَنُوا إِذَا جَاءَكُمُ الْمُؤْمِنَاتُ مُهَاجِرَاتٍ فَامْتَحِنُوهُنَّ اللَّهُ أَعْلَمُ بِإِيمَانِهِنَّ فَإِنْ عَلِمْتُمُوهُنَّ مُؤْمِنَاتٍ فَلَا تَرْجِعُوهُنَّ إِلَى الْكُفَّارِ لَا هُنَّ حِلٌّ لَهُمْ وَلَا هُمْ يَحِلُّونَ لَهُنَّ وَآتُوهُمْ مَا أَنْفَقُوا وَلَا جُنَاحَ عَلَيْكُمْ أَنْ تَنْكِحُوهُنَّ إِذَا آتَيْتُمُوهُنَّ أُجُورَهُنَّ وَلَا تُمْسِكُوا بِعِصَمِ الْكَوَافِرِ وَاسْأَلُوا مَا أَنْفَقْتُمْ وَلْيَسْأَلُوا مَا أَنْفَقُوا ذَلِكُمْ حُكْمُ اللَّهِ يَحْكُمُ بَيْنَكُمْ وَاللَّهُ عَلِيمٌ حَكِيمٌ ۝١٠﴾ [الممتحنة:10]، وذلك بعد صلح الحديبية فطلّقها ثم تزوجها معاوية بن أبي سفيان وكان مشركاً، ثم طلقها. ولم يرد أنها ولدت لعمر.
- أم كلثوم مليكة بنت جرول الخزاعية: تزوجها في الجاهلية ولدت له زيدًا، وعبيد الله، ثم طلقها بعد صلح الحديبية بعد نزول الآية: ﴿ولا تُمَسِّكُوا بِعِصَمِ الْكَوَافِرِ﴾، فتزوجها أبو جهم بن حذيفة وهو من قومها وكان مثلها مشركًا.
- زينب بنت مظعون بن حبيب بن وهب بن حذافة بن جمح الجمحية القرشية: أخت عثمان بن مظعون، تزوجها بالجاهلية في مكة، ثم أسلما وهاجرا معًا إلى المدينة المنورة ومعهما ابنهما عبد الله بن عمر. وولدت له حفصة وعبد الرحمن وعبد الله.

بعد الإسلام
- جميلة بنت ثابت بن أبي الأقلح الأوسية الأنصارية: وهي أخت عاصم بن ثابت كان اسمها عاصية فسماها النبي محمد جميلة، تزوجها في السنة السابعة من الهجرة ولدت له ولدًا واحدًا في العهد النبوي هو عاصم ثم طلقها عمر. فتزوجت بعده زيد بن حارثة فولد له عبد الرحمن بن زيد فهو أخو عاصم بن عمر.
- عاتكة بنت زيد وهي ابنة زيد بن عمرو بن نفيل بن عدي العدوية القرشية. وأخت سعيد بن زيد أحد العشرة المبشرين بالجنة، زوجة عبد الله بن أبي بكر من قبله،[278] ولدت له ولدًا واحدًا هو عياض بن عمر. تزوجت من الزبير بن العوام بعد وفاة عمر.
- أم حكيم بنت الحارث بن هشام بن مخزوم المخزومية القرشية: كانت تحت عكرمة بن أبي جهل،[279] فقتل عنها في معركة اليرموك، فخلف عليها خالد بن سعيد بن العاص، فقتل عنها يوم مرج الصفر، فتزوجها عمر بن الخطاب، فولدت له فاطمة بنت عمر.
- أم كلثوم بنت علي بن أبي طالب الهاشمية القرشية:(1). تزوجها وهي صغيرة السن، وذلك في السنة السابعة عشرة للهجرة،[280] وبقيت عنده إلى أن قتل، وهي آخر أزواجه، ونقل الزهري وغيره: أنها ولدت لعمر زيد،[281] ورقية.[282]

## الآراء والمواقف حول عمر

### نظرة أهل السنة والجماعة

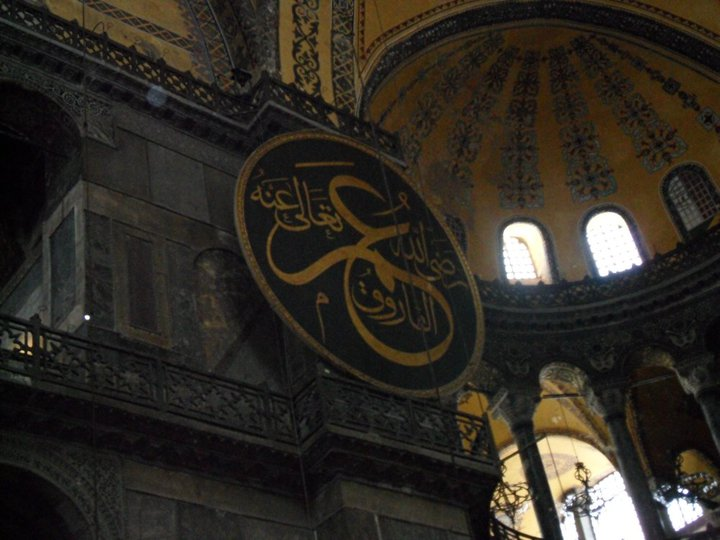
تخطيط لاسم عمر بن الخطاب على إحدى جدران آيا صوفيا.

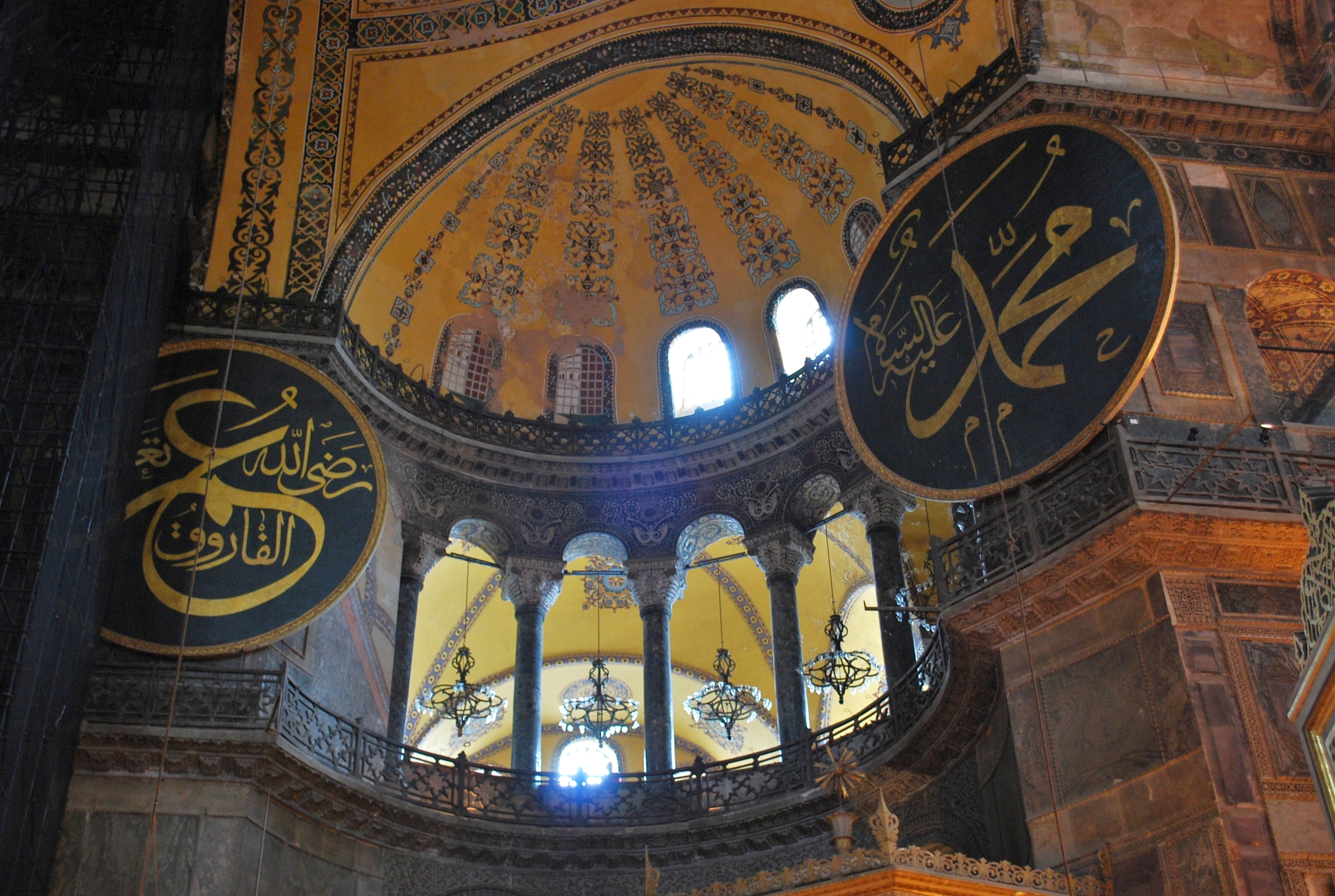
منظر جانبيّ آخر داخل آيا صوفيا يظهر فيه تخطيط اسم النبيّ محمد وعمر بن الخطاب جنبًا إلى جنب.

يُعدّ عمر بن الخطاب أحد أكثر الشخصيات تبجيلاً عند أهل السنة والجماعة، فيعتبرونه أحد أكثر الرجال ورعًا وتقوى، ومن أشد الصحابة حبًا للإسلام ودفاعًا عنه وعن أهله، ومن أكثرهم إخلاصًا له. وهم يقرون بصحة خلافته كما يقرون بصحة خلافة باقي الخلفاء الراشدين، ويعتبر أهل السنة أن عمرَ كان مثالًا للقائد الصالح، فلم يتخذ عرشًا ولم يعش حياةً مختلفة عن حياة الناس العاديين ودائمًا ما فضّل مصلحة الأمة الإسلامية على مصلحته الشخصية، وإنه ثالث خير الناس للأمة بعد الرسول محمد وأبي بكر، وذلك نقلاً عن علي بن أبي طالب، حيث روى البخاري في صحيحه والترمذي في السنن والطبراني في المعجم الأوسط، عن محمد بن الحنفية (وهو محمد بن علي بن أبي طالب) قال:
وقد وردت أحاديث وآثار عديدة تبين فضل عمر ومكانته. ومنها:
- ما رواه البخاري ومسلم والنسائي والطبراني وأحمد وغيرهم عن سعد بن أبي وقاص قال:

- وروى البخاري عن أبي هريرة ومسلم عن عائشة أن الرسول قال:

- وروى الطبراني في الكبير (8813/9) بإسناد حسن من طريق زائدة عن عاصم عن زر عن عبد الله بن مسعود قال:

- وعن طلحة بن عبيد الله قال: «ما كان عمر بأولنا إسلامًا ولا أقدمنا هجرة، ولكنه كان أزهدنا في الدنيا وأرغبنا في الآخرة»، خرجه الفضائلي.[293]

أحاديث مرفوعة:
- قَالَ رَسُولُ اللَّهِ صَلَّى اللَّهُ عَلَيْهِ وَسَلَّمَ: « إِنَّهُ لَمْ يَكُنْ قَبْلِي نَبِيٌّ إِلَّا قَدْ أُعْطِيَ سَبْعَةَ رُفَقَاءَ نُجَبَاءَ وُزَرَاءَ، وَإِنِّي أُعْطِيتُ أَرْبَعَةَ عَشَرَ: حَمْزَةُ، وَجَعْفَرٌ، وَعَلِيٌّ، وَحَسَنٌ، وَحُسَيْنٌ، وَأَبُو بَكْرٍ، وَعُمَرُ، وَالْمِقْدَادُ، وَعَبْدُ اللَّهِ بْنُ مَسْعُودٍ، وَأَبُو ذَرٍّ، وَحُذَيْفَةُ، وَسَلْمَانُ، وَعَمَّارٌ، وَبِلَالٌ ».[294][295]

### نظرة الشيعة
تُقسم وجهة النظر الشيعية حول عمر بن الخطاب إلى قسمين: رأي الشيعة الإثنا عشرية ورأي الشيعة الزيدية. أما الإثنا عشرية فنظرتهم إلى ابن الخطاب نظرة سلبية، وهو عندهم منقلب خائن للنبي محمد، ومغتصب لحق علي بن أبي طالب في خلافة المسلمين، وعند بعض المراجع فهو قاتل ابنة الرسول وزوجة الإمام علي، فاطمة الزهراء. وفي هذه الرواية أن عمرَ اتجه إلى دار فاطمة ليأتي بعلي والزبير بن العوام ليبايعا أبا بكر بالخلافة، فأقبل بقبس من نار على أن يضرم عليهم الدار، فلقيته فاطمة فقالت: «يا بن الخطاب، أجئت لتحرق دارنا؟» قال: «نعم، أو تدخلوا ما دخلت فيه الأمة»، وقد أشار عدد من علماء الشيعة إلى أن عمر بن الخطاب أضرم النار في الدار وتعرّض لفاطمة بالضرب بعد أن قاومته، الأمر الذي جعلها تجهض حملها وتفارق الحياة بعد فترة، على أنهم اختلفوا في كيفية حصول ذلك على وجه الدقة. كذلك تعتبر الاثنا عشرية أن أوّل من لُقب بالفاروق من قبل النبي محمد هو علي بن أبي طالب. أما الزيدية فنظرتهم إلى عمر بن الخطاب أكثر اعتدالاً، فهم يقرون بصحة خلافته ولا يسبّونه، لكنهم يعتقدون على الرغم من ذلك أن الإمام عليًا أحق بالخلافة، وذلك بناءً على مبدأ خلافة المفضول مع وجود الأفضل. وقد ورد في عدد من المراجع الشيعية أن عمر لما حضرته الوفاة رفض تسمية أحدًا من الستة قائلًا: «واللَّه، ما يمنعني أن أستخلفك يا سعد إلّا شدّتك وغلظتك، مع أنّك رجلُ حربٍ! وما يمنعني منك يا عبد الرحمن إلّا أنّك فرعون هذه الاُمّة! وما يمنعني منك يا زبير إلّا أنّك مؤمن الرضى، كافر الغضب! وما يمنعني من طلحة إلّا نَخْوته وكِبْره، ولو وليها وضع خاتمه في إصبع امرأته! وما يمنعني منك يا عثمان إلّا عصبيّتك وحبّك قومَك وأهلَك! وما يمنعني منك يا عليّ إلّا حرصك عليها! وإنّك أحرى القوم، إن وُلِّيتها، أن تقيم على الحقّ المبين، والصراط المستقيم».

### نظرة المسيحية
من المعروف أن الكنائس المسيحية الكاثوليكية والأرثوذكسية والبروتستانتية، لا تقدم رأيًا في الشخصيات غير الدينية، فموقفها ونظرتها محصورة في أنبياء ومؤسسي الديانات الأخرى، أما أتباعهم وصحابتهم فلا تبدي رأيها بهم غالبًا. غير أن احتكاك المسلمين بالمسيحيين في الشام والعراق ومصر خلال عهد عمر بن الخطاب، ولجوء بعض رجال الدين النصارى إليه شخصيًا ليرفع ظلم الروم عن رعاياهم، جعل بعض المؤرخين المسيحيين يذكرون عمر بن الخطاب بالخير ويحيطونه بالاحترام والتبجيل. ونقل البعض أمثال ميخائيل الكبير أنّ رافضي مجمع خلقيدونية رددوا: «المجد لربّ النقمة الذي نجانا على يد الإسماعيليين من البيزنطيين»، ويرى المؤرخ اليسوعي هنري لامنس أن هذا التعاون والترحيب هو ما يفسّر السقوط السريع للشام والعراق البالغ عدد سكانها زهاء أربعة ملايين نسمة بفترة زمنية قصيرة وبعدد قليل نسبيًا من الجنود. وكان لمنح عمر سكان إيلياء «القدس» عهدًا بحماية أماكن عبادتهم وبتوفير الأمان لهم ولأموالهم، وبحرية ممارسة شعائرهم الدينية، مقابل دفع الجزية سنويًا لبيت المال، أثر في حصوله على احترام وحب المسيحيين الذين عاصروه، والعديد من الذين تابعوا سيرته في الأجيال اللاحقة.

### رأي الغرب
- قال المؤرخ الأمريكي واشنطن ايرفينجفي كتابه «محمد وخلفاؤه»:

| عمر بن الخطاب | إن تاريخ عمر بالكامل يظهر لنا أنه (عمر) كان ذو عقليّة فذّة، ونزاهة ثابتة صلبة، وعدالة صارمة، وكان أكثر من أي أحد آخر هو المؤسس للإمبراطورية الإسلامية، مؤكدا ومنفّذا للوحي النبوي، مساعدا ومشاورا لأبي بكر خلال فترة خلافته القصيرة، وواضعا ومؤسسا للأنظمة واللوائح التي تنظم إدارة القانون عبر حدود وأنحاء الفتوحات الإسلامية الممتدة بسرعة، وقد كانت (سياسة) اليد الصارمة التي تعامل بها مع قادة جيوشه الأكثر شعبية في خضم جيوشهم وفي أبعد مشاهد إنتصاراتهم، أعطت (هذه السياسة) دليلا بارزا على قدرته الاستثنائية على الحكم. من خلال بساطة عاداته وازدرائه لمظاهر البهاء والترف والأبهة، فقد اقتدى بمثال النبي وأبو بكر. وقد سعى بشكل مستمر ليؤثر ويحث قادة جيوشه على التحلي بهذه الصفات والسياسات، ففي رسائله لقادة الجيوش كان يقول: "حذار من الترف الفارسي، سواء في المطعم أو في الملبس والزموا عادات بلادكم البسيطة، وسينصركم الله عليهم وسيفتح لكم." وقد كانت عقيدته القوية واقتناعه الراسخ بهذه السياسات هي التي جعلته يتشدد في معاقبة كُلّ أسلوب متباه وإنغماس فاخر في ضبّاطِه. وبالإضافة لذلك، فإن المراسم المتبّعة (في وقته) تشير بالثناء على قلبه بالإضافة إلى عقله، فقد نهى أن تُباع أية امرأة وقعت في الأسر وقد وُلد لها طفل على أنها رقيق، وأما عند توزيع الأعطيات للمسلمين، من الغنائم أو من بيت المال، فقد قسّمها حسب حاجات وليس مميزات الطالبين، وكان يقول: "الله أعطانا هذه الأشياء الدنيوية لسدّ احتياجاتنا، وليس لمكافأة فضائلنا، تلك المكافأة حسابها في الآخرة". | عمر بن الخطاب |

- ويقول المستشرق الإسكتلندي وليم موير في كتابه «صعود وانحدار الخلافة»:

| عمر بن الخطاب | إن حياة عمر لا تتطلب الكثير لإظهار ملامحها، البساطة والواجب كانتا مبادءه التوجيهية، النزاهة والعدل والتفاني كانت الميزات الرائدة في حكمه، وكانت تثقل كاهله مسؤولية الخلافة حتى أنه كان يقول: "يا ليت أمي لم تلدني، أو أني كنت قصبا من عشب بدلا من ذلك". كان في صباه ذا مزاج ناري سريع الإتّقاد، ومن ثم عُرف بعد ذلك في الأيام القادمة خلال صحبته الأولى لمحمد كالمحامي الصارم المتأهب للثأر، ومن ذلك نصيحته بأن يقتل أسارى بدر، ولكن التقدم في العمر فضلا عن كاهل المسؤولية قد خففت من حدّته، وكان حسّه بالعدالة قويّا. وباستثناء ما وقع بينه وبين خالد بن الوليد من المشاحنات، فإنه لم يسجَّل عليه أي عمل من الطغيان أو الظلم، وحتى في مسألته مع خالد فإنما كانت معاملته له كخصم في الحق وليس لأهواء شخصية. وكان اختياره لقادة جيوشه خاليا من المحاباة والتفضيلية، وباستثناء عمّار والمغيرة فإن اختياره كان دائما محظوظا. إن القبائل والجماعات المختلفة في أنحاء الإمبراطورية، والتي تمثل المصالح الأكثر تنوعا، قد وضعت في نزاهته الثقة المطلقة، وقد أبقت قبضته القوية على انضباط القانون والإمبراطورية... كان يجوب شوارع وأسواق المدينة وسوطه بيده، جاهزا لمعاقبة المفترين فورا، وهكذا ظهر المثل "أن درّة عمر (سوطه) مهاب أكثر من سيف غيره". ولكن مع كل هذا، فقد كان رقيق القلب، وسجّلت له أفعال من الشفقة والرحمة لا تعدّ مثل مواساة وتخفيف حاجات الأرامل واليتامى.." | عمر بن الخطاب |

- وفي كتاب «تاريخ أفول وسقوط الدولة الرومانية»، يقول المؤرخ الإنجليزي إدوارد جيبون:

| عمر بن الخطاب | ومع ذلك فإن عفّة تواضع عمر لم تكن بأقل مستوى من فضائل أبي بكر، كان طعامه (عمر) يتكون من مجرد التمر أو الخبز، وكان شرابه الماء. وكان يخطب بالناس وعليه ثوب مخرّق في اثني عشر موضعا. وقد رآه المرزبان (حاكم مقاطعة فارسي) عندما أتى زائرا ليؤدي لعمر فروض الطاعة، رآه نائما مع الفقراء المعدمين في أحد طرقات المدينة. إن هذا التواضع والتسامح مقرونا بزيادة الدخل العام (للدولة) مكّن عمر من توزيع الأعطيات على المؤمنين بشكل عادل ومنتظم متجاهلا لمكافأة نفسه. فمثلا أعطى العباس عم الرسول أول وأعلى المخصصات، حوالي خمس وعشرين ألف درهم. وخصص خمسة آلاف للمجاهدين الأولين ممن شهدوا بدرا، أعطى للباقين من أصحاب محمد ثلاثة آلاف درهم لكل منهم. ... خلال خلافته ومن سبقه (أبو بكر) فقد كان فاتحو الشرق هم عبيد الله المخلصون، كانت الثروات المجتمعة مكرّسة للنفقات، للحرب والسلام، في مزيج حكيم من الغنيمة والعدالة. حافظ هذا على اتحاد وانضباط أهل الصحراء عن طريق سعادة نادرة كوّنت توازنا بين تنفيذ الحكم المطلق والحكم الجمهوري من خلال ثوابت متساوية للكل. | عمر بن الخطاب |

## هوامش
- 1 يختلف علماء السنة والشيعة في مسألة زواج عمر بن الخطاب من أم كلثوم بنت علي بن أبي طالب، إذ أن السنّة يؤكدونها بينما الشيعة ينكرونها. ووفق الرواية السنية فإن عمرَ خطب أم كلثوم وهي صغيرة، فقيل له: «ما تريد إليها؟»، قال: "إني سمعت رسول الله ﷺ يقول: "كل سبب ونسب منقطع يوم القيامة إلا سببي ونسبي«. وروى عبد الله بن أسلم عن جده أن عمر تزوجها فأصدقها أربعين ألفًا. وبهذا فإن السنّة يعتقدون أن عمر تزوج بأم كلثوم حتى يُصبح من أنسباء النبي محمد. ويروى أن عمرَ قال لعلي:» زوجنيها أبا حسن فإني أرصد من كرامتها ما لا يرصده أحد«. قال:» فأنا أبعثها أليك، فإن رضيتها فقد زوجتها«. قال:» فبعثها إليه ببرد وقال لها: «قولي له هذا البرد الذي قلت لك»، فقالت له ذلك، فقال: «قولي له قد رضيت الله عنك»، ووضع يده على ساقها فكشفها، فقالت: «أتفعل هذا؟ لولا أنك أمير المؤمنين لكسرت أنفك»، ثم مضت إلى أبيها فأخبرته، وقالت: «بعثتني إلى شيخ سوء!» قال: «يا بنية إنه زوجك». ونقل الزهري وغيره أنها ولدت لعمر زيدًا، وقيل ولدت رقية.[311] أما الشيعة فقد ذهب عدد من علمائهم إلى أن أم كلثوم زوجة عمر هي بنت جرول لأنه عند بعضهم أن أم عبيد الله بن عمر بن الخطاب هي أم كلثوم بنت جرول. فقال قال ابن حبان: «عبيد الله بن عمر بن الخطاب العدوي القرشي أمه بنت حارثة بن وهب الخزاعي قتل يوم صفين وكان مع معاوية»،[312] وقال ابن حجر: «عبيد الله بن عمر بن الخطاب القرشي العدوي أمه أم كلثوم بنت جرول الخزاعية وهو أخو حارثة بن وهب الصحابي المشهور لأمه ولد في عهد النبي».[313] ويقول بعض علماء الشيعة أنه لو سُلّم جدلاً أن الزواج قد وقع فعمر ظاهره مسلم وعندهم يجوز تزويج المسلم، والزواج في نفسه لا يدل على شيء، وفي كثير من الأحيان الزواج لا يدل على الفضل والمحبة كما في زواج فرعون من آسية بنت مزاحم، فهي كانت مؤمنة، فإن كانت الشريعة في تلك الأزمنة تجوّز زواج الكافر من المسلمة فيمكن القول بأن عمر مسلم ويجوز أن يتزوج من أم كلثوم وهذا لا يدل على أي فضيلة، فعلى سبيل المثال، عندما رأى النبي لوط أن المصلحة المرتبطة بالشريعة تقتضي أن يطلب من قومه وهم كفار، الزواج من بناته، طلب ذلك منهم.[314]

## كتب ودراسات عنه
| - الكامل في التاريخ – المجلدان الثاني والثالث، ابن الأثير (1979). عز الدين أبو الحسن علي بن محمد بن أبي الكرم الشيباني. دار صادر. {{استشهاد بكتاب}}: تأكد من صحة قيمة \|الأول= (مساعدة) - الوجيز في الخلافة الراشدة (الطبعة الأولى سنة 2006). محمد قباني. دار الفاتح - دار وحي القلم. {{استشهاد بكتاب}}: تحقق من التاريخ في: \|سنة= (مساعدة) - عمر بن الخطاب: الفاروق القائد (الطبعة الثانية سنة 1966). محمود شيت خطاب. دار مكتبة الحياة. {{استشهاد بكتاب}}: تحقق من التاريخ في: \|سنة= (مساعدة) - عصر الصّدِّيق (الطبعة الأولى سنة 1983). شبير أحم محمد علي الباكستاني. الدار السعودية. {{استشهاد بكتاب}}: تحقق من التاريخ في: \|سنة= (مساعدة) - فصل الخطاب في سيرة عمر بن الخطاب (الطبعة الأولى سنة 2002). علي محمد محمد الصلابي. مكتبة الصحابة، مكتبة التابعين. {{استشهاد بكتاب}}: تحقق من التاريخ في: \|سنة= (مساعدة) - الطريق إلى دمشق (الطبعة الثالثة سنة 1985). أحمد عادل كمال. دار النفائس. {{استشهاد بكتاب}}: تحقق من التاريخ في: \|سنة= (مساعدة) - اليرموك والفتح العمري الإسلامي للقدس (الطبعة الأولى سنة 2002). سهيل زكار. دار الفكر. {{استشهاد بكتاب}}: تحقق من التاريخ في: \|سنة= (مساعدة) - أكرم، آغا إبراهيم (1982)، سيف الله: خالد بن الوليد – دراسة عسكرية تاريخية عن معاركه وحياته، مؤسسة الرسالة، ISBN:0195977149 - العقاد، عباس محمود (2002)، عبقرية خالد، دار نهضة مصر، ISBN:9771418734 - الطريق إلى المدائن (الطبعة السادسة سنة 1986). أحمد عادل كمال. دار النفائس. {{استشهاد بكتاب}}: تحقق من التاريخ في: \|سنة= (مساعدة) | - قادة فتح العراق والجزيرة (الطبعة الثالثة سنة 1977). محمود شيت خطاب. دار الفكر. {{استشهاد بكتاب}}: تحقق من التاريخ في: \|سنة= (مساعدة) - القادسية (الطبعة الثالثة سنة 1977). أحمد عادل كمال. دار النفائس. {{استشهاد بكتاب}}: تحقق من التاريخ في: \|سنة= (مساعدة) - سقوط المدائن (الطبعة الثالثة سنة 1984). أحمد عادل كمال. دار النفائس. {{استشهاد بكتاب}}: تحقق من التاريخ في: \|سنة= (مساعدة) - عبقرية عمر - المؤلف عباس محمود العقاد. - نظرات في فقه الفاروق عمر بن الخطاب - محمد محمد المدني. - مناقب أمير المؤمنين عمر بن الخطاب - ابن الجوزي. - عمر بن الخطاب: الوثيقة الخالده للدين الخالد - عبد الكريم الخطيب. - الفاروق عمر بن الخطاب - محمد رضا. - فصل الخطاب في سيرة ابن الخطاب أمير المؤمنين عمر بن الخطاب شخصيته وعصره - علي محمد الصلابي. - موسوعة فقه عمر بن الخطاب - محمد رواس قلعه جي. - عبد الساتر، لبيب (2003). الحضارات. دار المشرق، بيروت. ط 16. |

- عمر بن الخطاب والمشكلات الاقتصادية المعاصرة: البطالة، الربا والفائدة، التأمين، عجز الموازنة، مجدي عبد الفتاح سليمان، 2003م، دار غريب للطباعة والنشر والتوزيع.

## وصلات خارجية
- قصة عمر بن الخطاب - موقع قصة الإسلام.
- عمر بن الخطاب في ميزان الإسلام - موقع قصة الإسلام.
- القصيدة العمرية من روائع الشعر العربي - حافظ إبراهيم - موقع صيد الفوائد.
- ترجمة عمر بن الخطاب من كتاب سير أعلام النبلاء - موقع إسلام ويب.

| عمر بن الخطاب رأس بني عديفرع من قريشولد: حوالي سنة 584م توفي: 3 نوفمبر 644م |                                                                   |                    |
| ألقاب سُنيَّة                                                                  |                                                                   |                    |
| سبقه أبو بكر الصديق                                                         | أمير المؤمنين ثاني الخلفاء الراشدين 23 أغسطس 634م – 3 نوفمبر 644م | تبعه عثمان بن عفان |